# Szwederowo

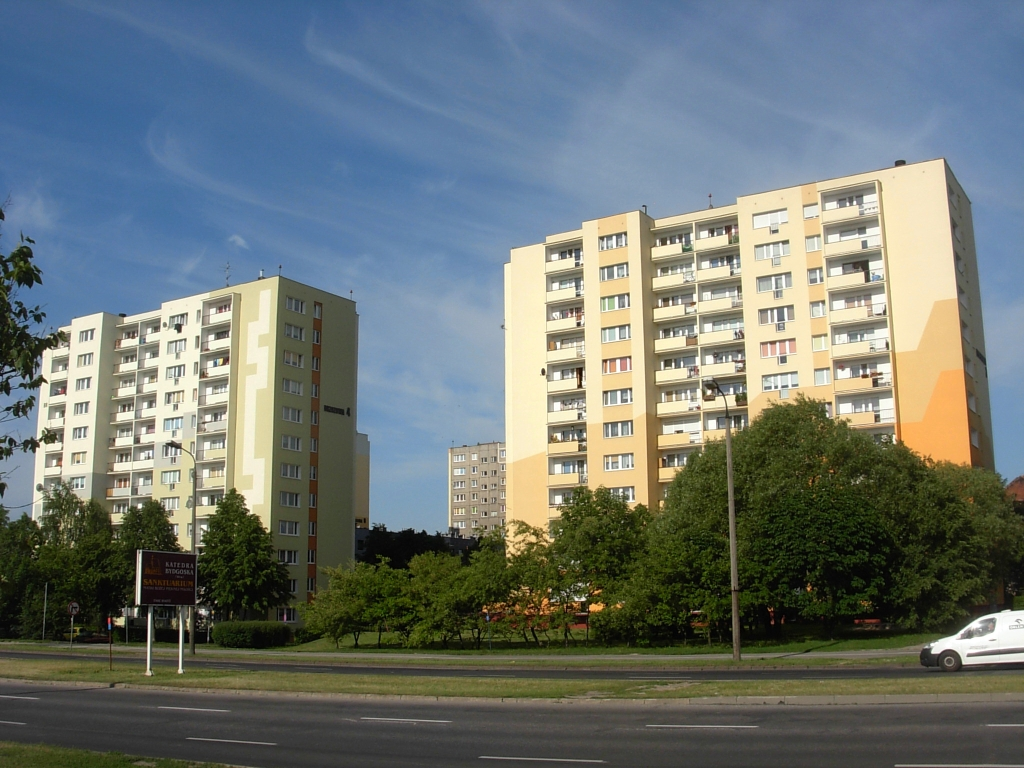
Szwederowo-Południe

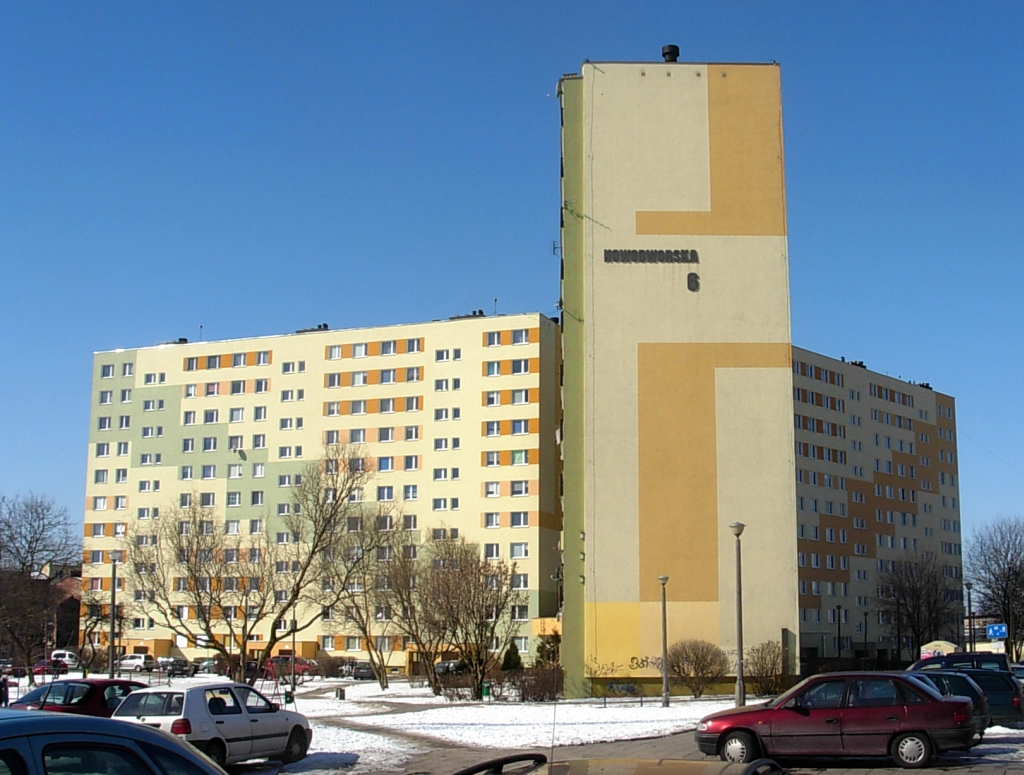
Szwederowo-Północ

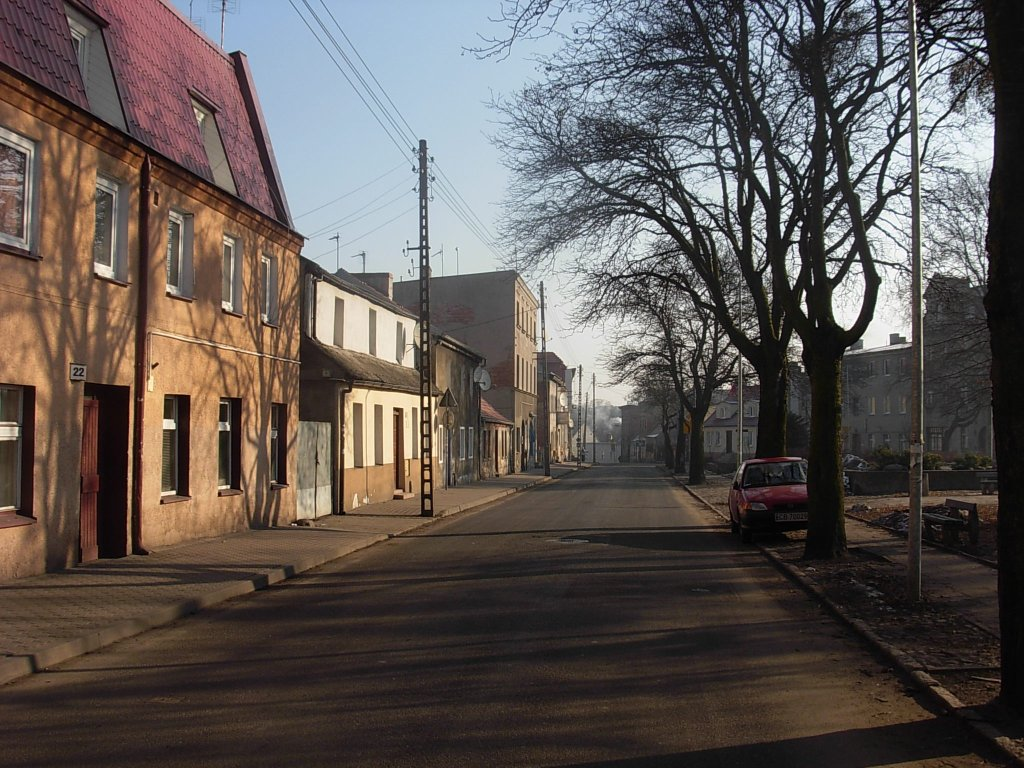
Stare Szwederowo – ulica Orla

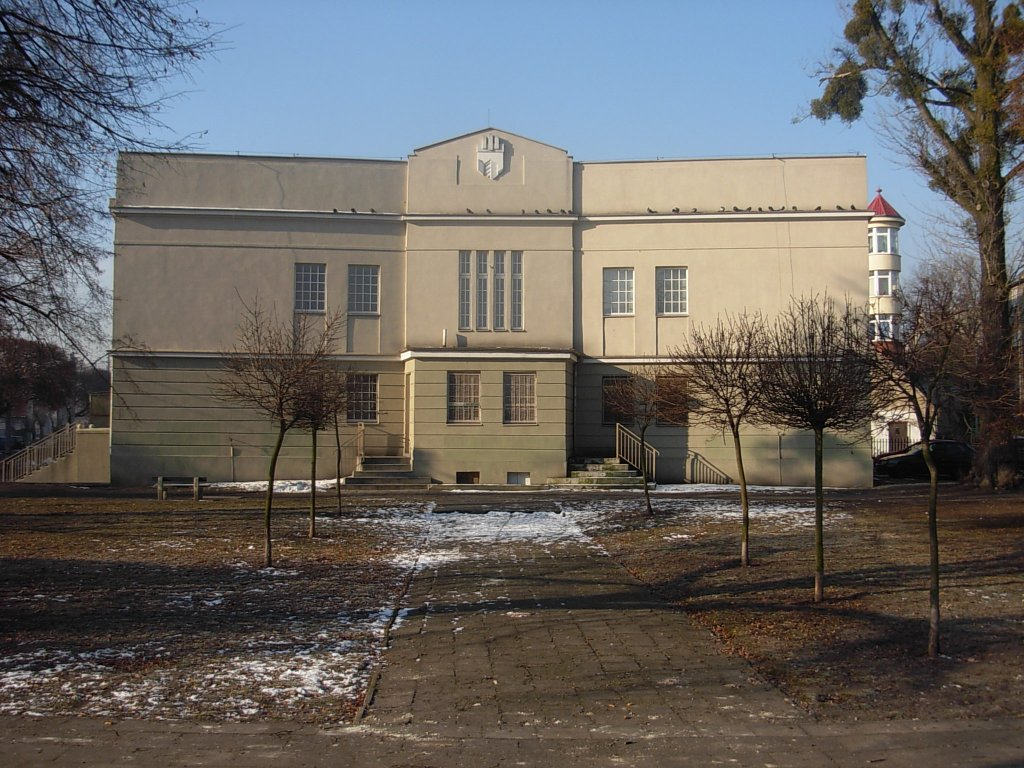
Budynek dawnej Łaźni Miejskiej

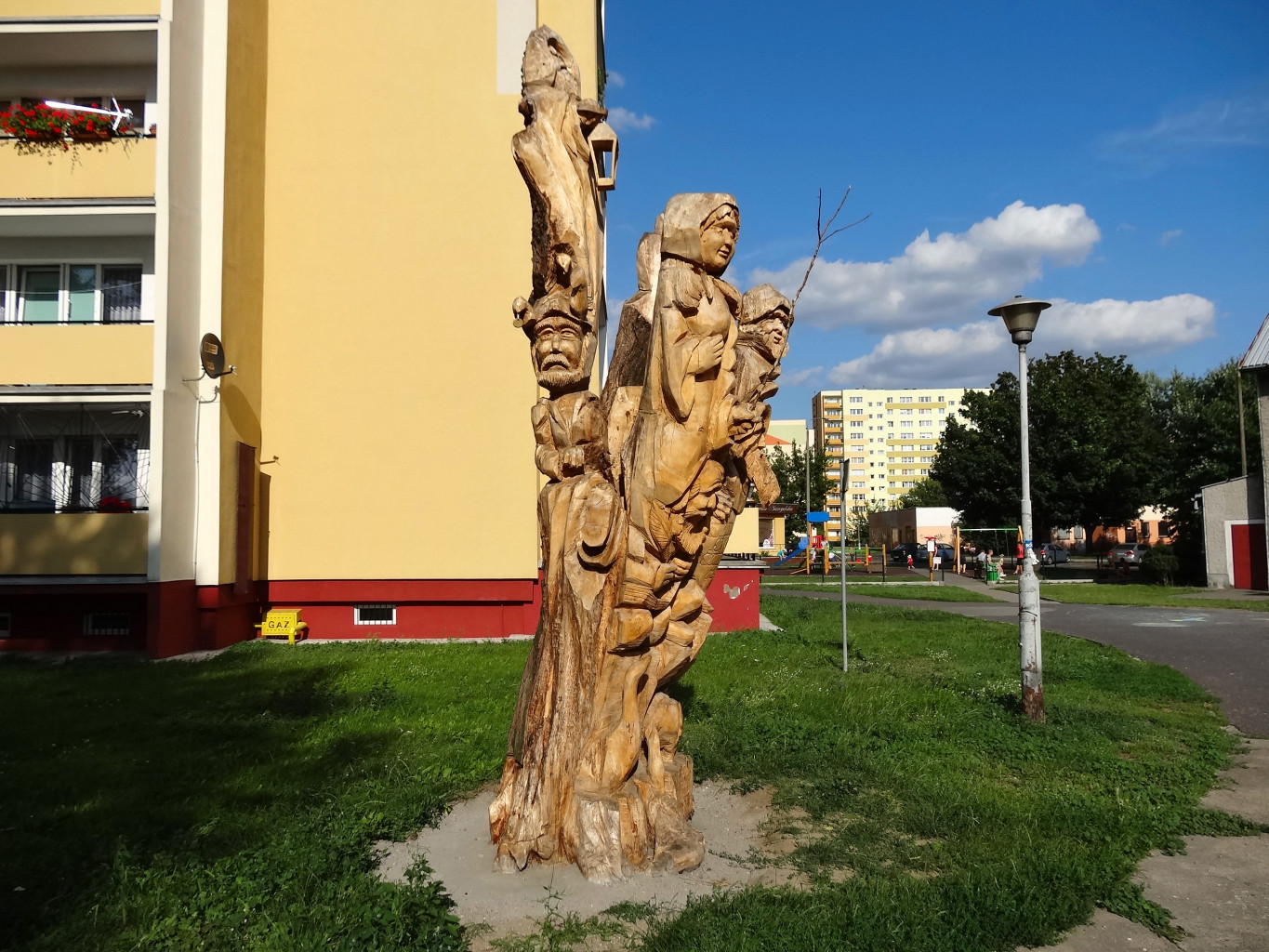
Rzeźba z bajki Marii Konopnickiej

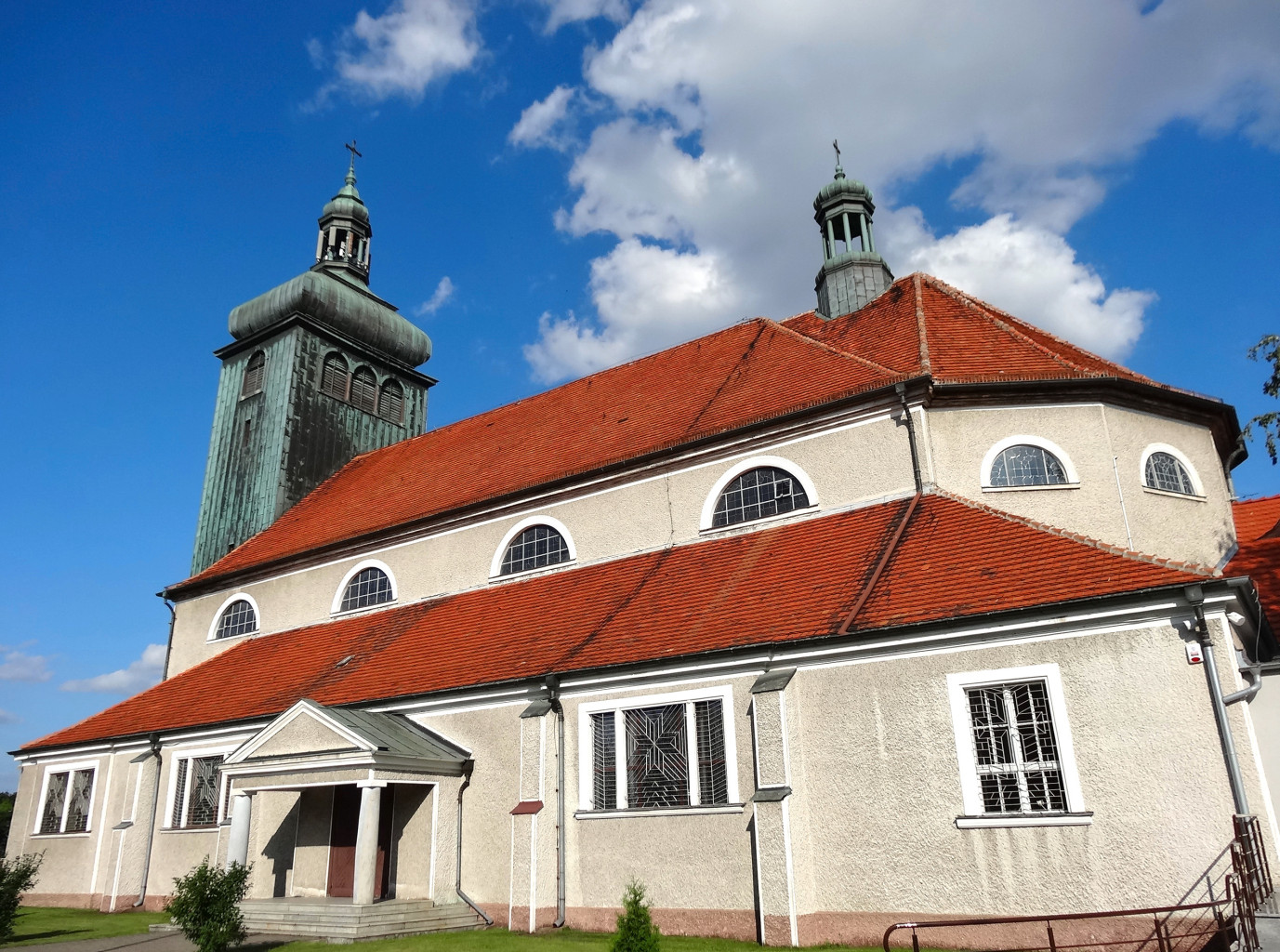
Pierwszy kościół katolicki na Szwederowie pw. Matki Bożej Nieustającej Pomocy – zbudowany w okresie międzywojennym

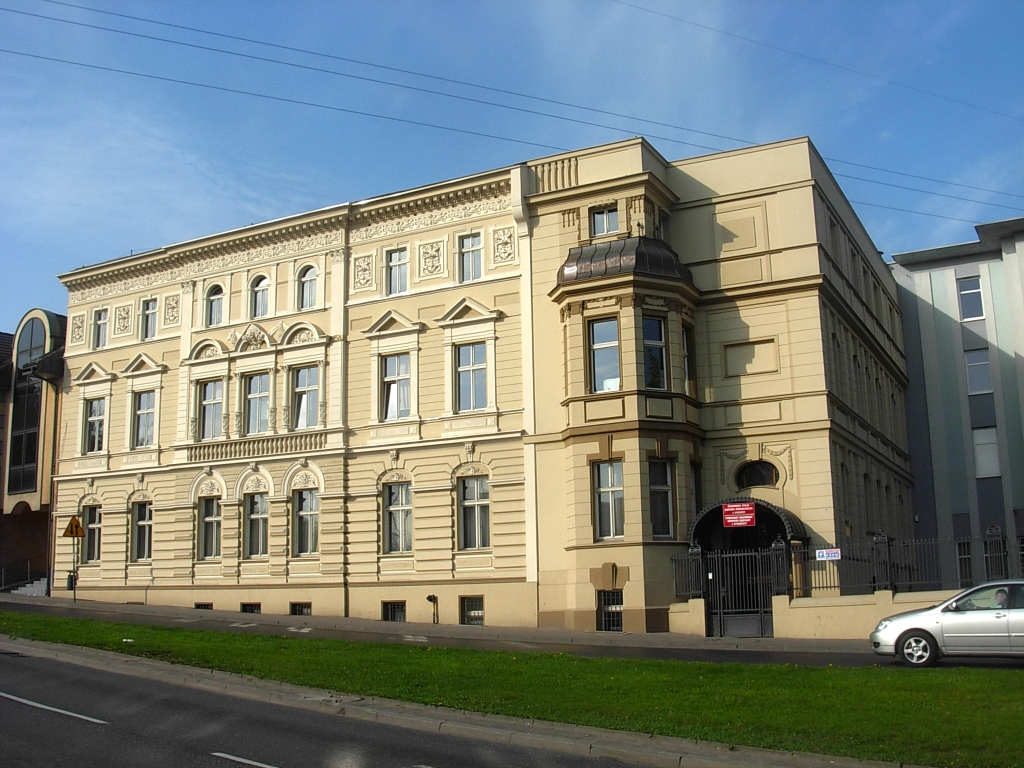
Zabytkowa kamienica przy ul. Kujawskiej 4 (1890, 1904)

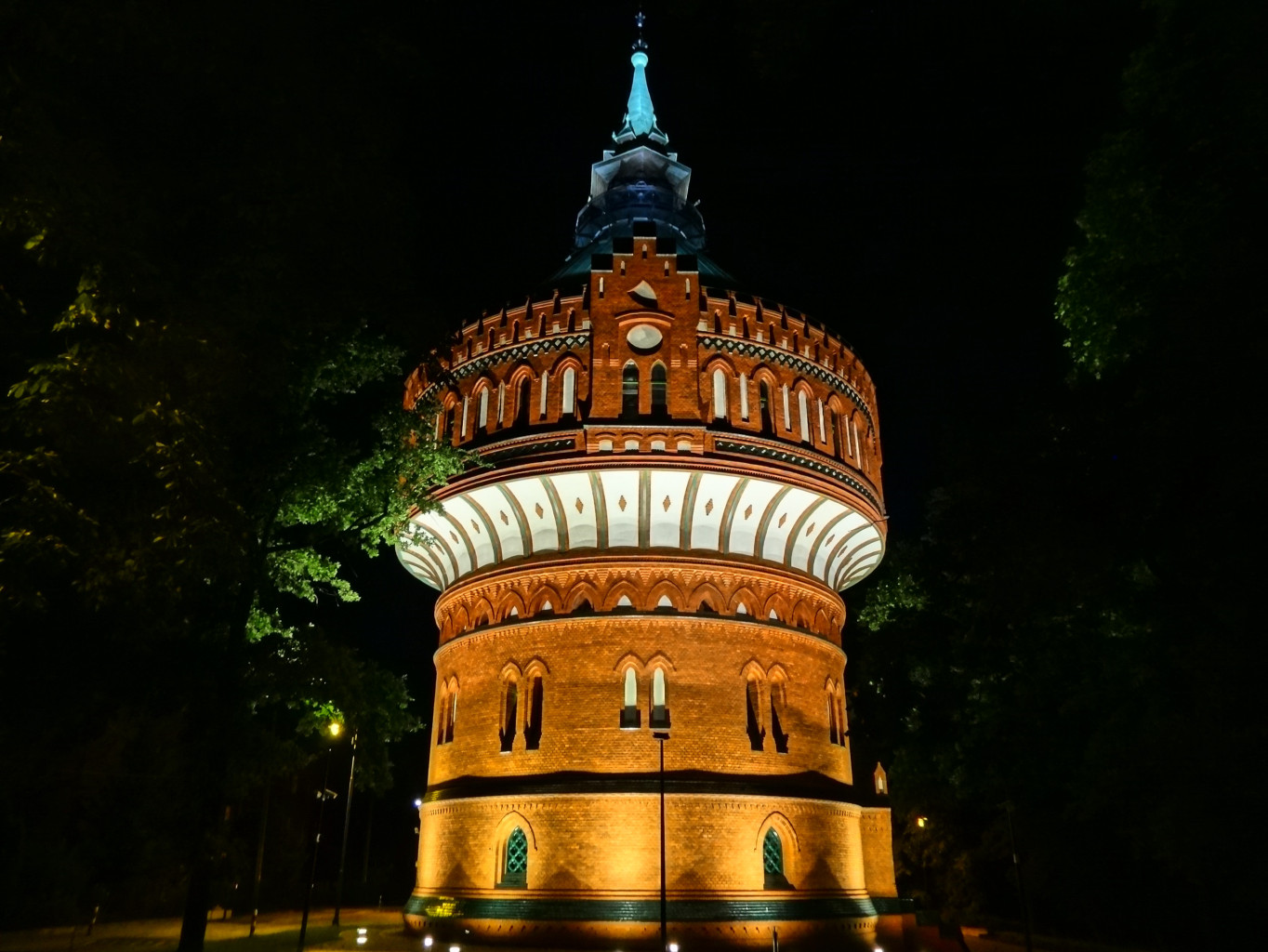
Zabytkowa wieża ciśnień

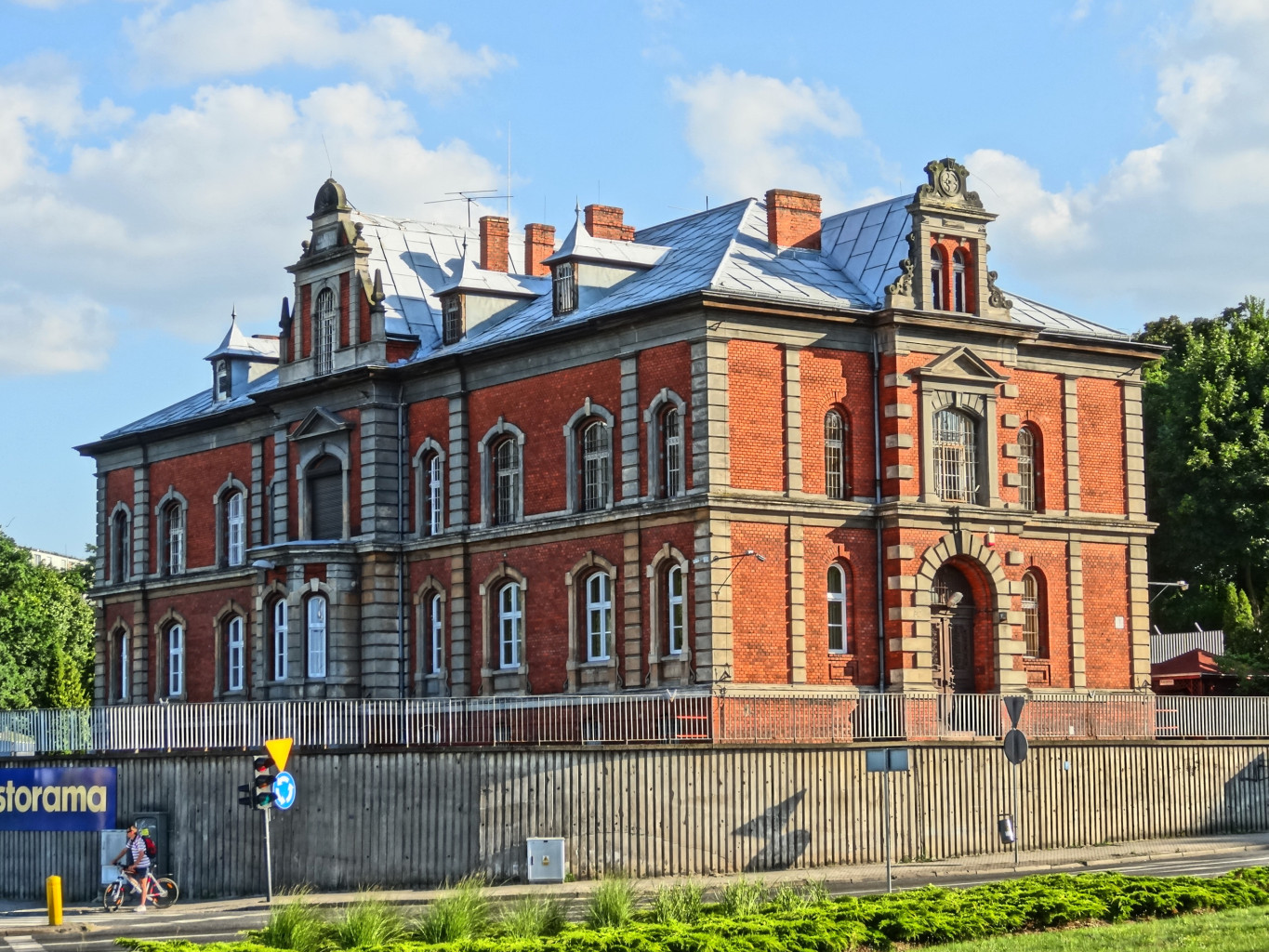
Budynek Wojskowej Komedy Uzupełnień wzniesiony w 1884 r. jako dom dla samotnych kobiet

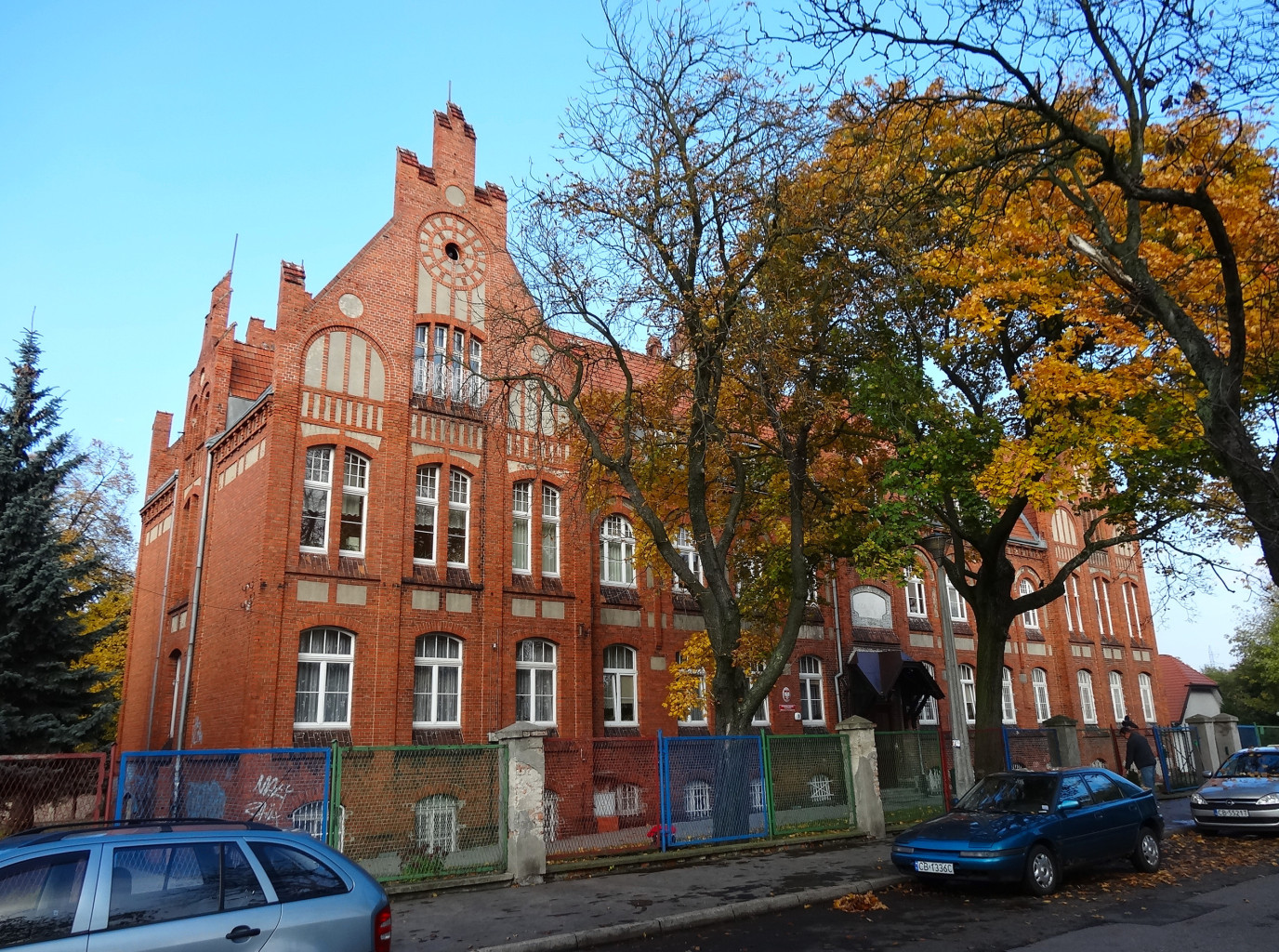
Dom Sierot ufundowany w 1901 r. przez Heinricha Dietza

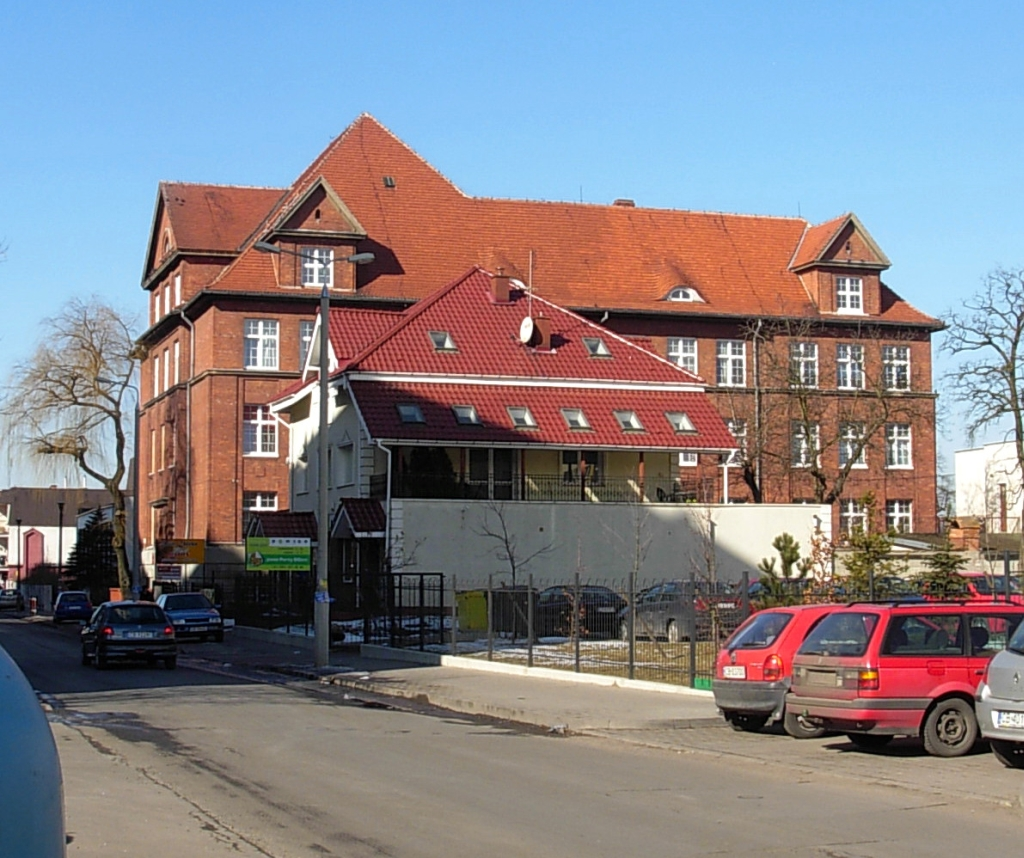
Budynek II Liceum Ogólnokształcącego wzniesiony w 1916 r.

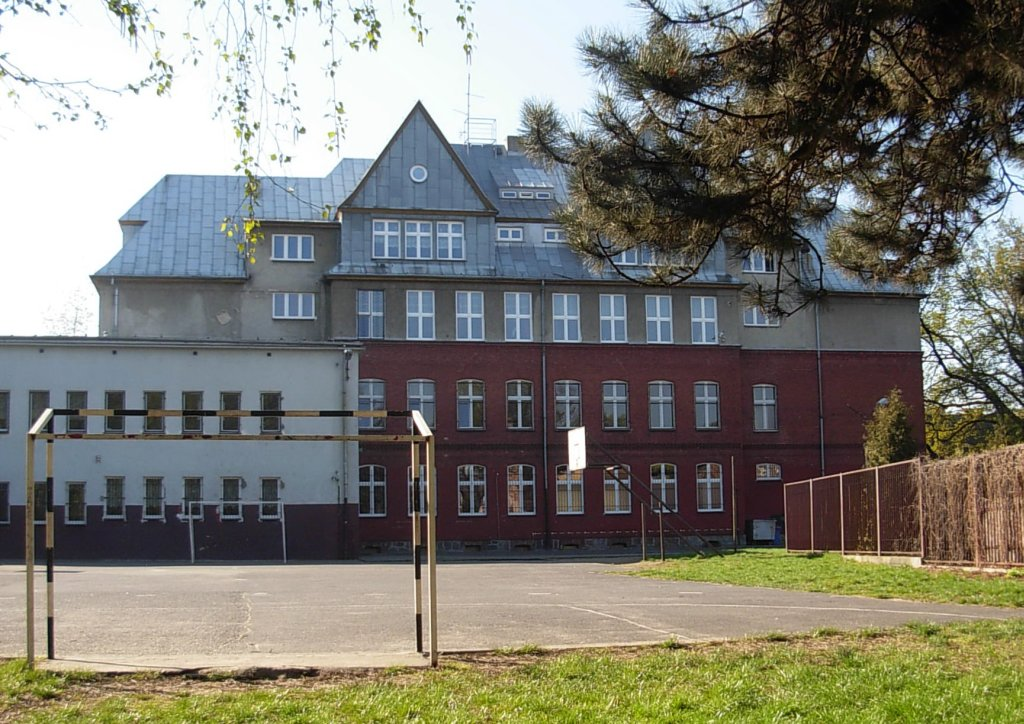
Budynek gimnazjum nr 22 im. gen. Henryka Dąbrowskiego

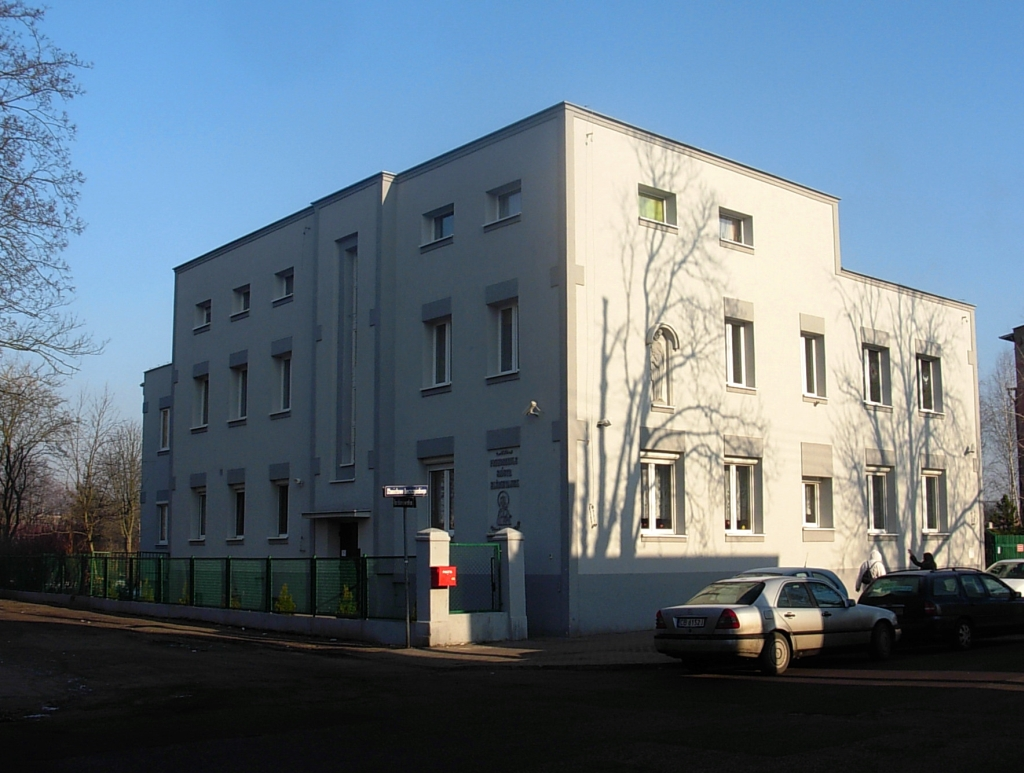
Przedszkole Sióstr Elżbietanek

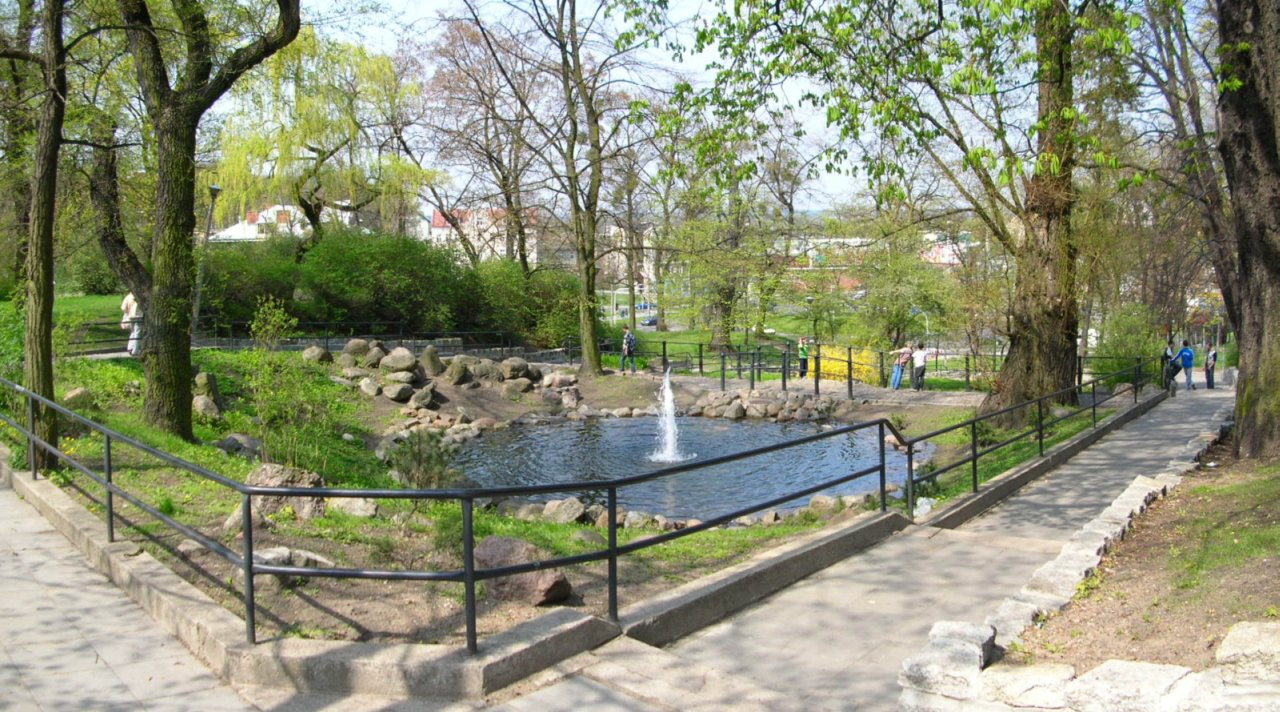
Park im. gen. Henryka Dąbrowskiego

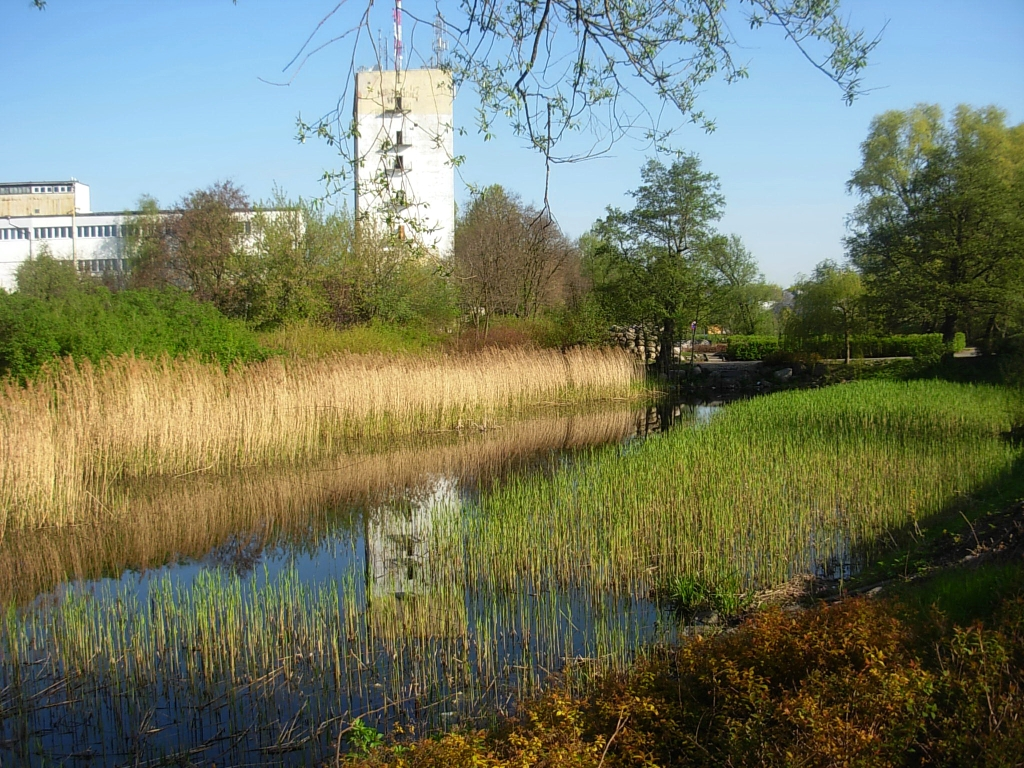
Dolina Pięciu Stawów

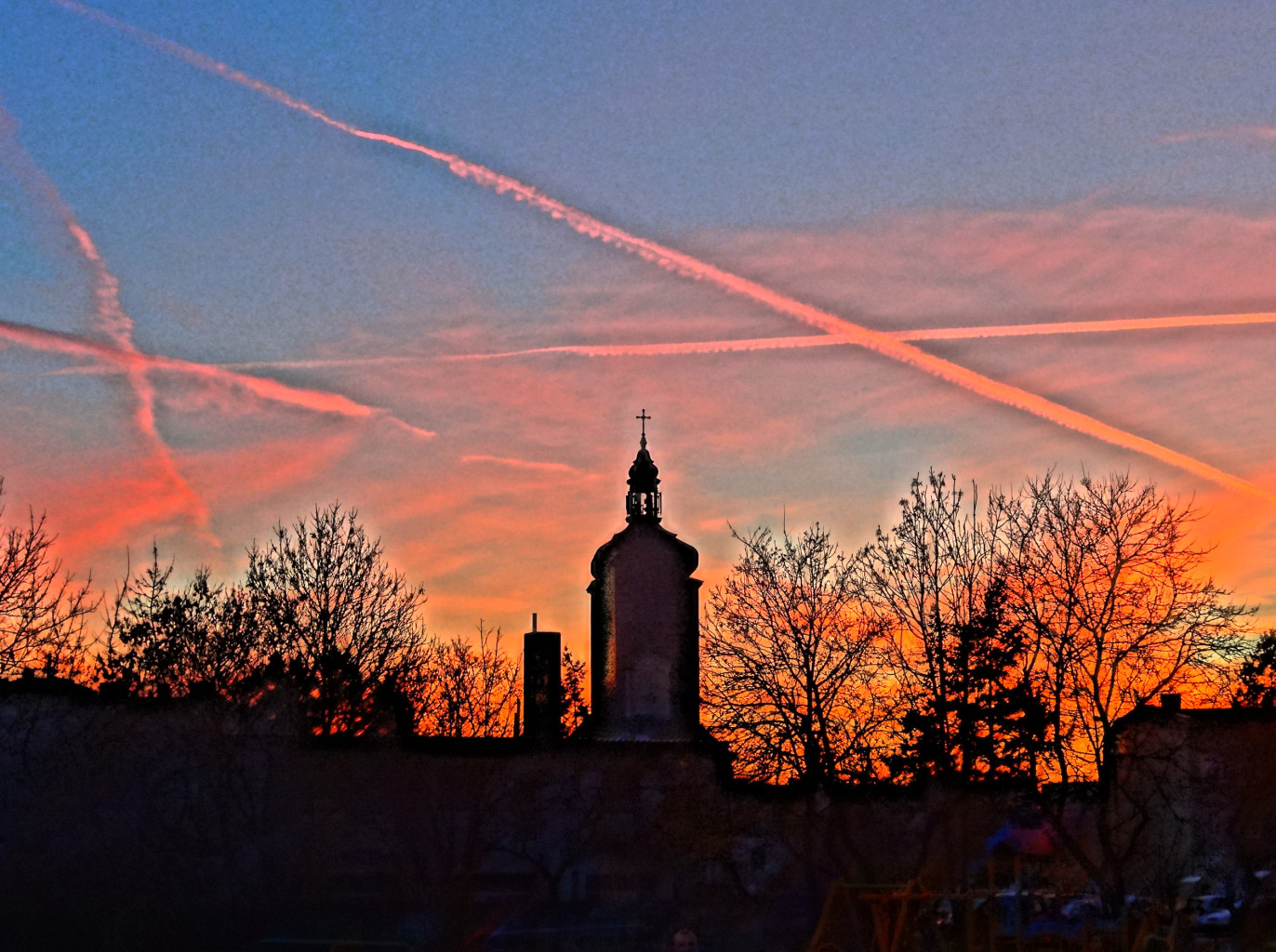
Zachód słońca na Szwederowie

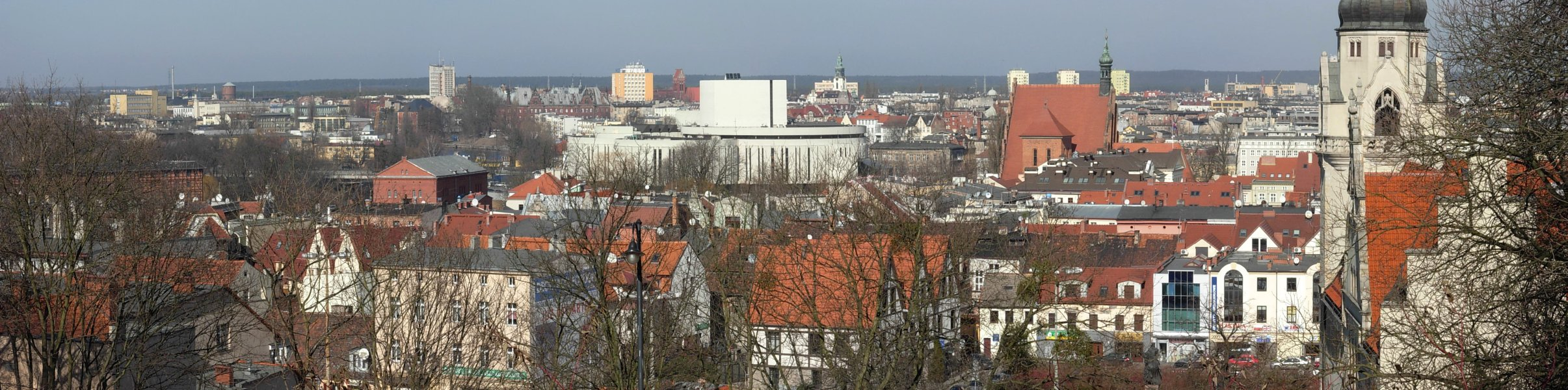
Widok z alei Górskiej w kierunku Starego Miasta i Śródmieścia

Szwederowo (Sweiderowo – 1789, Schwedenberg – 1818, Schwederowo – 1860, Schwedenhöhe) – jednostka urbanistyczna (osiedle) miasta Bydgoszczy, położona w jego południowej części, granicząca z bydgoskim miastem lokacyjnym, druga po Fordonie pod względem liczby mieszkańców.

## Położenie
Szwederowo usytuowane jest w południowej części Bydgoszczy i zaliczane do osiedli tzw. Górnego Tarasu Bydgoszczy. Sąsiaduje od zachodu z osiedlem Górzyskowo i Błonie, od wschodu przez ul. Kujawską ze Wzgórzem Wolności, od północy ze Starym Miastem, a na południu z osiedlami Biedaszkowo i Bielice.
Pod względem fizycznogeograficznym osiedle leży w obrębie makroregionu Pradolina Toruńsko-Eberswaldzka, w mezoregionie Kotlina Toruńska i mikroregionie Miasto Bydgoszcz Południowe (terasa X ok. 68–70 m n.p.m.).
Historycznie w skład obecnej jednostki urbanistycznej należą fragmenty gmin podmiejskich wcielanych do Bydgoszczy w II połowie XIX wieku i w 1920 roku. Pierwszym fragmentem wcielonym w 1858 r. był dawny folwark Nowy Dwór (15 ha) położony na północnych rubieżach dzielnicy. W latach 1867–1875 włączono pas terenu, tzw. „wygon” (18 ha) położony wzdłuż ul. Podgórnej, między ul. ks. Skorupki i Leszczyńskiego oraz tzw. Bielice (32 ha) obejmujące obszar ograniczony ulicami: Wiatrakową, Lenartowicza, Konopnickiej i Karpacka-Sieradzką. W skład Bydgoszczy wchodził również wąski pas terenu położony wzdłuż ulicy Kujawskiej. W 1920 r. w obszar administracyjny Bydgoszczy wcielono resztę obszaru dzielnicy, wówczas w obrębie gmin: Szwederowo (257 ha) i północnej części Bielic Nowych (262 ha).

## Nazwa
Nazwa Szwederowo (niem. Schwedenhöhe) pochodzi od Szwedów, którzy w czasie wojny z Polską w roku 1656 nacierali na Bydgoszcz od strony południowych wzgórz tego osiedla. Widok szwedzkich oddziałów podziwiających staropolską Bydgoszcz ze wzgórz Szwederowa uwiecznił Erik Dahlbergh na sztychu wykonanym na podstawie jego szkicu z 1657 r. Nazwa nawiązuje również do legendy, którą wydał w 1935 roku redaktor Wincenty Sławiński w zbiorze pt. „Babia Wieś, z legend podmiejskich starej Bydgoszczy”. Mianowicie gdy szwedzki potop zalał polską ziemię, mnożyły się wszędzie grabieże, choroby i nieszczęścia. Zmęczeni Polacy mieli już dość najeźdźcy, a widomym tego wyrazem był tężejący wszędzie opór. Na wzgórzach naprzeciw Wełnianego Rynku rozłożył się obozem oddział 200 rajtarów nieprzyjacielskich. Stała tam oberża braci Szwedami zwanych, którzy choć Polakami będąc, uchodzili dzięki swemu nazwisku za kamratów żołnierzy szwedzkich. Ci właśnie bracia pewnego dnia rajtarów spiwszy rozbroili wraz z mieszczanami całą kohortę. Wszystkich Szwedów powsadzano na furmanki i trasą nad Bałtyk wyekspediowano. Miejsce to nazwano Szwederowem i tak po dziś dzień pozostało.

## Charakterystyka
Szwederowo jest jednym z najstarszych bydgoskich osiedli. Składa się z położonego bliżej Śródmieścia Starego Szwederowa oraz na wschód i południe od niego Nowego Szwederowa z blokami z wielkiej płyty. Południową granicą osiedla jest ulica Horodelska i Inowrocławska, zachodnią – ul. ks. Skorupki, Piękna i Szubińska, północną – Zbocze Bydgoskie, zwane skarpą szwederowską, zaś wschodnią – ul. Kujawska.
Wschodnią część Szwederowa zajmuje osiedle bloków wielorodzinnych wzniesione w latach 80. XX w. wraz z infrastrukturą towarzyszącą (szkoły, sklepy, targowisko, dom kultury itp.) Około 40% udział mają budynki 11-piętrowe. Wśród bloków znajduje się tu także stara zabudowa oraz domy jednorodzinne. Północno-wschodnia część zabudowana jest kamienicami czynszowymi, z których niektóre zbliżone są wystrojem i formą do budowanych w Śródmieściu Bydgoszczy.
Wzdłuż ulicy ks. Skorupki, Leszczyńskiego, Podgórnej, Orlej, Dąbrowskiego znajduje się tzw. Stare Szwederowo, w którym zachowała się zabudowa z XIX i początku XX wieku, z plombami nowej zabudowy. Północne i zachodnie obrzeża dzielnicy zajmują parki: im. gen. Henryka Dąbrowskiego, aleja Górska oraz Dolina Pięciu Stawów. W części zachodniej znajdują się obiekty handlowe i poprzemysłowe: Castorama i dawna siedziba Bydgoskich Zakładów Fotochemicznych „Foton”.
Rozplanowanie sieci ulic na Szwederowie pochodzi z XIX wieku. Do nowych ulic należy m.in. ulica Solskiego, przecinająca osiedle ze wschodu na zachód, będąca fragmentem arterii średnicowej górnego tarasu Bydgoszczy. Wschodnim obrzeżem osiedla przebiega droga krajowa nr 25 w ciągu ul. Kujawskiej, obrzeżem zachodnim – droga wojewódzka – ul. Szubińska. Sieć dróg powiatowych tworzą ulice: Brzozowa, Inowrocławska, Stroma, Bielicka, ks. Skorupki i Stanisława Leszczyńskiego.
Wśród infrastruktury osiedla znajdują się m.in. żłobek, sześć przedszkoli, pięć szkół podstawowych, sześć gimnazjów, dwa licea ogólnokształcące oraz szkoły średnie i policealne. Na osiedlu znajduje się m.in. Przedszkole Sióstr Elżbietanek, Zespół Szkół Katolickich Pomnik Jana Pawła II oraz Zespół Szkół Specjalnych. Dawny sierociniec Dietza użytkuje Bydgoski Zespół Placówek Opiekuńczo-Wychowawczych. Wśród obiektów kulturalnych wyróżnia się Młodzieżowy Dom Kultury nr 2, klub „Arka” Bydgoskiej Spółdzielni Mieszkaniowej oraz filia Biblioteki Miejskiej. W wieży ciśnień znajduje się Muzeum Wodociągów. Osiedle dysponuje również krytym basenem „Bryza” oraz zespołem Orlik 2012.
Do przedsięwzięć ujętych w „Planie Rozwoju Bydgoszczy na lata 2009-2014”, a dotyczących Szwederowa należą m.in.: przebudowa ul. Solskiego i Pięknej, budowa ul. Nowostromej, rewitalizacja obszarów i obiektów poprzemysłowych dawnego „Fotonu” przy ul. Pięknej oraz parków: na Wzgórzu Dąbrowskiego i alei Górskiej na skarpie szwederowskiej.

### Ludność
W 1970 Szwederowo zamieszkiwało 22,7 tys. osób, 20 lat później 36 tys. Od 1994 liczba mieszkańców spadała: w 1998 wynosiła 35 tys. osób, w 2002 – 33,5 tys., w 2007 – 32,4 tys., a w 2010 – 31,8 tys.

### Rekreacja
Zapleczem rekreacyjnym do lat powojennych była Puszcza Bydgoska, zwana przez mieszkańców Szwederowa Lasem Bielickim, dokąd prowadziły poprzez teren dzisiejszego lotniska ulice: Kujawska, Bielicka i Biedaszkowo. Dwie ostatnie były ponadto drogami dojazdowymi do lokowanych w XVIII wieku folwarków: Bielice i Biedaczkowo, a docelowo wiodły poprzez las do wsi Zielonka i Ciele. Po II wojnie światowej wskutek rozwoju lotniska wojskowego, budowy betonowych pasów startowych wraz z ukrytymi w lesie schronohangarami i bomboskładami, cywilnego portu lotniczego oraz aeroklubu bydgoskiego, teren lotniska odseparowano dla osób postronnych, a drogi wiodące ze Szwederowa do Puszczy Bydgoskiej zostały odcięte.
Na terenie Szwederowa znajduje się ok. 17 ha terenów zieleni urządzonej. Enklawami rekreacji są parki: Wzgórze gen. Henryka Dąbrowskiego, aleja Górska na skarpie szwederowskiej oraz Dolina Pięciu Stawów z kaskadowo ułożonymi zbiornikami wodnymi, pełniąca rolę parku dzielnicowego dla Szwederowa i Górzyskowa. W latach 1993–1995 r. ze Szwederowa do Nowego Rynku zbudowano trasę dla pieszych, której elementem są betonowe schody zbudowane z wykorzystaniem naturalnych walorów krajobrazowych. Na szczycie wieży ciśnień znajduje się taras widokowy, skąd z wysokości ok. 30 m (ponad 60 m względem dolnego tarasu miasta) można podziwiać panoramę Bydgoszczy.
Osiedle posiada ścieżki rowerowe biegnące wzdłuż ul. Solskiego. Studium transportowe Bydgoszczy przewiduje rozbudowę dróg rowerowych m.in. wzdłuż ul. Kujawskiej, Ugory, Horodelskiej, Inowrocławskiej, Leszczyńskiego, Skorupki, Pięknej, Stromej i innych.

### Ochrona przyrody
Na terenie Szwederowa znajdują się liczne pomniki przyrody, rozmieszczone zwłaszcza w okolicy parku im. gen. Henryka Dąbrowskiego. Są to m.in. dąb szypułkowy o obwodzie w pierśnicy ponad 320 cm, dąb kaukaski, miłorząb dwuklapowy przy ul. Filareckiej, wiąz turkiestański o obwodzie 220 cm, lipa drobnolistna, dąb czerwony, wierzba biała o obwodzie 450 cm. Przy ul. Konopnej 28 rośnie natomiast wiąz szypułkowy o obwodzie ponad 336 cm.

### Zabytki
Do zabytków na terenie Szwederowa należą m.in.: wodociągowa wieża ciśnień przy ul. Filareckiej zbudowana w 1900 r. oraz kamienica przy ul. Kujawskiej 4 wzniesiona w 1890 według projektu Józefa Święcickiego, przebudowana w 1904

## Historia

### Okres staropolski
Dawniejsze opracowania lokalizują w Bydgoszczy dwa grodziska. Pierwsze to gród bydgoski, na zgliszczach którego powstał w XIV w. zamek bydgoski. Drugie grodzisko lokalizowano na terenie dzisiejszego Szwederowa. Jednakże nowsze badania archeologiczne nie potwierdziły tej hipotezy.
Szwederowo jako osada pojawiła się na kartach historii w początkach XVI w. Jako wieś podlegająca parafii bydgoskiej. W czasie potopu szwedzkiego stacjonowały w niej oddziały szwedzkie, od czego prawdopodobnie pochodzi późniejsza nazwa gminy. Widok Bydgoszczy ze wzgórz Szwederowa przedstawił szwedzki inżynier wojskowy Erik Dahlbergh i do dziś stanowi on jeden z najstarszych i najcenniejszych wizerunków miasta.
Osady i wsie w rejonie dzisiejszego Szwederowa miały swój udział w kolonizacji olęderskiej w XVII i XVIII wieku. Pierwszą wsią, która otrzymała przywileje tego typu jeszcze w XVII wieku są Bielice (przed 1660). W I połowie XVIII w. usiłując przezwyciężyć zniszczenia wojny północnej, wójt i rada miasta Bydgoszczy przejawiała wzmożoną aktywność w nadawaniu kontraktów osadnikom. Wystawiono m.in. kontrakty dla wsi: Biedaszkowo (1732), Goryczkowo (1733), Szwederowo (1743). W latach późniejszych akcję kolonizacyjną kontynuował wójt bydgoski Kieyzerling, ponawiając kontrakt dla wsi Bielice (1744). Wymienione wyżej wsie, przekształcone w folwarki ulokowane były z reguły nad łąkami i ciekami wodnymi.
W połowie XVIII wieku Szwederowo było folwarkiem miejskim dającym rocznie około 100 zł czynszu, co plasowało go pośrodku przedziału dochodów folwarków bydgoskich. W 1743 r. bydgoska rada miejska wydzierżawiła ten folwark na okres 40 lat Barbarze i Adamowi Lasom. W północnej części obszaru istniał także folwark Nowy Dwór (niem. Gross Neudorff, Neuhof), który w 1749 r. przynosił miastu 15 zł dochodu. W końcu XVIII w. występuje Nowy Dwór Mały i Wielki, a także folwarki i wioski: Szwederowo, Goryczkowo, Nowy Dwór, Biedaszkowo, Bielice i Bielice Nowe.
W XVI-XVII wieku z Doliny Pięciu Stawów na Szwederowie, rurami z wydrążonych drewnianych pni była doprowadzana woda do publicznych studni miejskich.

### Okres pruski 1774-1920
W XIX wieku wieś i folwark Szwederowo zajmowały obszar ziemi między ulicami: Orlą, Kujawską, Brzozową i Nową, zaś folwark Nowy Dwór – teren między ulicami: Nowodworską, Nową i Ugory, które graniczyły z wsią Szwederowo. Na terenie dzisiejszego Szwederowa znajdowała się także wieś i folwark Bielice, włączona do Bydgoszczy w 1876. W drugiej połowie XIX w. występuje przedmieście o tej nazwie (niem. Schwedenberg), Szwederowo Nowe (niem. Schwedenthal) i Szwederowo Stare (niem. Schwedenhoche). Między folwarkami Szwederowo i Goryczkowo znajdował się pas ziemi. tzw. „wygon”, wcielony przed 1876 do miasta, służący jako pastwisko dla inwentarza należącego do mieszczan.
Po przejściu Bydgoszczy pod władzę Królestwa Prus, władze miejskie oddały folwark Szwederowo w wieczystą dzierżawę wyższym urzędnikom pruskim. W celu uzyskania odpowiednich dochodów dokonali oni parcelacji swych nieruchomości, powodując powstanie na tym obszarze w latach 1818–1860 ponad 160 nowych gospodarstw. Na działkach osiedlali się rzemieślnicy realizując nowe zabudowania. Osiedlali się tu ludzie z różnych stron nie tylko dawnych ziem polskich i niemieckich, ale również z Francji. Współżycie tak zróżnicowanej społeczności było jednak zgodne.
W XIX w. liczba mieszkańców tego osiedla kilkakrotnie wzrosła. Miało to związek z rozwojem przemysłowym Bydgoszczy. Mieszkańcy w dużej części pracowali w bydgoskich fabrykach, warsztatach lub na kolei. W następstwie napływu niewykwalifikowanej siły roboczej poszukującej zatrudnienia w przemyśle, zamożni właściciele nieruchomości rozpoczęli wznoszenie większych domów czynszowych.
Spis miejscowości rejencji bydgoskiej z 1833 r. podaje, że we wsi i folwarku Szwederowo (niem. Schwedenberg) mieszkało 275 osób (174 ewangelików, 94 katolików, 7 Żydów) w 27 domach. Natomiast w folwarku Nowy Dwór (niem. Neuhoff) mieszkało 60 osób (57 ewangelików, 3 katolików) w 8 domach. W 1858 folwark ten włączono do Bydgoszczy. Jego nazwa utrwaliła się w istniejącej do dziś ulicy Nowodworskiej. Według opisu Jana Nepomucena Bobrowicza z 1846 zarówno Szwederowo, jak i Nowy Dwór należały do majątku ziemskiego należącego do miasta Bydgoszczy. Kolejny spis z 1860 rozróżnia Stare Szwederowo, gdzie mieszkało 322 osób (167 ewangelików, 98 katolików, 57 Żydów) w 31 domach oraz Nowe Szwederowo, gdzie mieszkało 229 osób (164 ewangelików, 65 katolików) w 23 domach. Dzieci z Nowego Szwederowa uczęszczały do szkoły w Starych Bielicach, a ze Starego Szwederowa – ewangelickie do szkoły w Gorzyszkowie, a katolickie do szkoły w Wilczaku Wielkim. Miejscowość należała do parafii katolickiej i ewangelickiej w Bydgoszczy.
Pomimo organicznych związków z Bydgoszczą, Szwederowo, podobnie jak sąsiednie osady podmiejskie o zabudowie miejskiej (Małe Bartodzieje, Okole, Wilczak, Bielawy), stanowiło odrębną gminę poza obszarem administracyjnym miasta, co wpłynęło na jego chaotyczny rozwój przestrzenny. Wielokrotne próby inkorporacji do miasta do końca władztwa pruskiego nie zostały zrealizowane.
W latach 1870–1910 ulice zabudowano w większości parterowymi i jednopiętrowymi murowanymi lub drewnianymi domami. Szwederowo w sposób naturalny stało się osiedlem robotniczym. Stanowiło ono główne skupisko ludności polskiej (51%) i katolickiej, podczas gdy, według tendencyjnie zaniżanych statystyk niemieckich ludność polska w centrum Bydgoszczy stanowiła jedynie 16,2%. Oficjalny spis z 1910 r. wykazał, że na Szwederowie było 460 budynków i 8801 mieszkańców, w tym 4495 posługiwało się językiem polskim, 4161 – niemieckim, a 145 – hebrajskim. Wraz z rozwojem liczby mieszkańców wzrastał także standard życia. W 1897 roku podłączono osiedle do miejskiej sieci gazowej.

### Okres międzywojenny 1920-1939
Po I wojnie światowej, 1 kwietnia 1920 roku do Bydgoszczy wcielono resztę gminy Szwederowo o powierzchni 257,29 ha, a także Bielice Nowe, położone na wschód i południe od Szwederowa między szosą Szubińską i Inowrocławską. Obraz narodowościowy zmienił się na rzecz wyraźnej przewagi żywiołu polskiego.
Poza kilkoma wyjątkami w okresie międzywojnia Szwederowo było osiedlem ubogim, o zabudowie parterowej, maksymalnie trzykondygnacyjnej. Co prawda w latach 20. opracowano plan zagospodarowania przestrzennego dzielnicy, który zakładał dla Szwederowa budowę rynku wraz z kramami oraz nowych domów mieszkalnych, jednak nie zrealizowano ich z powodów finansowych. Wzdłuż ulic ciągnęły się domy z ogrodami, miejscami pierzeje kamienic czynszowych. W latach 1926–1928 zbudowano świątynię Matki Boskiej Nieustającej Pomocy, w 1927 Browar Bydgoski, a w 1928 Łaźnię Miejską (od 2004 Centrum Zdrowia, Rozwoju i Kultury Łaźnia Miejska). Poza tym działały dwie szkoły: ewangelicka i katolicka (im. Stanisława Leszczyńskiego i 7-klasowa publiczna szkoła powszechna im. gen. Henryka Dąbrowskiego), przedszkole, dom starców, sierociniec oraz prowizoryczny szpital (Przychodnia lekarska Ubezpieczalni Społecznej).
Zapleczem rekreacyjnym dla Szwederowa był tzw. Las Bielicki (Puszcza Bydgoska), gdzie ze wsparciem organizacyjnym parafii organizowano niedzielne pikniki z koncertami orkiestr, gastronomią i konkursami. Mieszkańcy dzielnicy korzystali także z płodów lasu: chrustu na opał, jagód, grzybów i poziomek. Do Puszczy prowadziła ze Szwederowa ulica Bielicka, na wschodzie ul. Kujawska, a na zachodzie – ul. Biedaszkowo. W południowej części Szwederowa (w rejonie Bielic Nowych) znajdował się ciek wodny, tzw. strumień Niziny, który kończył bieg w Brdzie w rejonie dzisiejszego ronda Toruńskiego.
W latach 30. przy ul. Pięknej rozwijał się zakład produkcji płyt i błon fotograficznych oraz papierów do fotografii, który po wojnie upaństwowiono pod nazwą „Foton”.

### Okres okupacji 1939–1945
W okresie okupacji hitlerowskiej Szwederowo, obok Śródmieścia, było terenem szczególnie brutalnej akcji eksterminacyjnej. Wrzesień 1939 roku naznaczony jest kontrowersyjnymi wydarzeniami tzw. Blutsonntag (Krwawa niedziela). Nocą z 2 na 3 i rankiem 3 września niemieccy dywersanci w mundurach polskiego wojska budzili mieszkańców Szwederowa i Śródmieścia, informując o zbliżających się Niemcach, którzy zamierzają wymordować mieszkańców Bydgoszczy. Wielu mieszkańców dzielnicy w popłochu opuściło miasto.
3 września wojsko polskie weszło do Bydgoszczy od strony Lasu Gdańskiego i zostało zaatakowane przez dywersantów, rekrutujących się spośród mniejszości niemieckiej w Bydgoszczy. Jeden z punktów oporu sabotażystów znajdował się na Szwederowie w kościele Marcina Lutra. Wskutek walk kościół spłonął, a intensywne boje toczono także na ulicach Orlej, Bielickiej i Żuławy.
Biorący udział w akcji polscy żołnierze, Straż Obywatelska i cywile rozstrzeliwali podejrzanych o atak na polskie wojsko Niemców.
Po ostatecznym zdobyciu Bydgoszczy Niemcy rozpoczęli akcję rozliczania sprawców wcześniejszych wydarzeń. W jednym z raportów niemieckich tak donoszono o Szwederowie:
„Zostałem poinformowany przez rozmaitych Volksdeutschów, że stan niepewności w południowej dzielnicy miasta [Szwederowo] utrzymuje się nadal w dużym stopniu. Szwederowo zostało mi przedstawione jako dzielnica zbrodniarzy, w której mieszkają radykalne elementy (...).”
Na terenie całej Bydgoszczy, w tym i na Szwederowie, Niemcy przeprowadzili obławy i rewizje. W okresie od 5 do końca września 1939 rozstrzelano ok. 300 mieszkańców Szwederowa. Na przykościelnym terenie parafii Matki Boskiej Nieustającej Pomocy przy ulicy Ugory znajduje się zbiorowa mogiła 21 zamordowanych Polaków, zatrzymanych podczas wychodzenia z kościoła po nabożeństwie w niedzielę, 10 września 1939 roku.
Podczas okupacji Szwederowo zostało włączone do sieci policji niemieckiej, ponadto utworzono na terenie tej dzielnicy komórki NSDAP. Niemcy przeprowadzili likwidację cmentarzy żydowskich przy ulicy Szubińskiej i Wzgórzu Dąbrowskiego. W 1943 roku przy pomocy czołgu niemieckiego zburzono Pomnik – Krzyż obok kościoła Matki Boskiej Nieustającej Pomocy.
Mieszkańcy brali czynny udział w polskim ruchu oporu. Jedna z komend tego ruchu znajdowała się na Szwederowie. Komendantem był Ludwik Suszyński (ps. „Sowa”). Ruch oporu tak raportował do rządu RP w Londynie:
„W Szwederowie słyszy się prawie wyłącznie język polski.”

### Okres powojenny
W 1945 roku Szwederowo wraz z Bydgoszczą wróciło w granice Polski i stało się dzielnicą mieszkaniową. Przez szereg lat największym zakładem przemysłowym na terenie dzielnicy były Zakłady „Modus” przy ul. Lenartowicza.
Na początku lat 50. XX wieku, na Wzgórzu Dąbrowskiego władze ustawiły wieżę drewnianą o wysokości 25 m, na której zainstalowano zagłuszarkę audycji radiowych nadawanych z Zachodniej Europy. W dniu 18 listopada 1956 została ona przez bydgoszczan zniszczona, co upamiętnia specjalna tablica. Uczestnicy tej akcji zostali skazani na kary więzienia, lecz radiostacja nie została odbudowana.
W 1958 na terenie dzielnicy przy ul. Nowodworskiej 23a, trzy metry pod ziemią, wybudowano schron przeciwatomowy dla władz miasta wraz ze służącą do łączności wieżą o wysokości 32 m. Schron ten mógł pomieścić 70 osób. Wyremontowany w 1998 i zmodernizowany pięć lat później obiekt został przekazany Zespołowi Szkół Katolickich.
Po 1956 w wyniku przeglądu terenów leżących w obrębie obszaru zainwestowania miejskiego, uzbrojonych bądź łatwych do uzbrojenia, Prezydium Miejskiej Rady Narodowej wyłoniło tereny na osiedlu Szwederowo nadające się pod zabudowę mieszkaniową. Przy ul. Stromej zrealizowano w drugiej połowie lat 60. grupy kilku punktowców 11-kondygnacyjnych, oparte na projektach z katalogu budynków typowych.
Do końca lat 60. ukończono także większe kompleksy bloków wielorodzinnych np. osiedle Marii Konopnickiej na ok. 3,7 tys. oraz osiedle przy ul. Ugory na 1,8 tys. mieszkańców wraz ze skromną bazą usługową. Osiedla te budowano zgodnie z obowiązującą wówczas zasadą tzw. budownictwa oszczędnościowego, narzucającego skromne standardy jakościowe dotyczące powierzchni i wyposażenia mieszkań.
Jednocześnie w wyniku zmiany poglądów na skalę i tempo rozwoju miasta Bydgoszczy, w nowym planie ogólnym zagospodarowania przestrzennego z 1964 roku, tereny Szwederowa, które były zabudowywane domkami jednorodzinnymi, przekwalifikowano pod zabudowę wysoką, wielorodzinną. Jednocześnie zrezygnowano ostatecznie z planu zabudowy lotniska, kierując w zamian ekspansję terytorialną miasta na wschód w kierunku Wisły. W latach 70. przystąpiono do opracowania planów zabudowy osiedla blokami wielorodzinnymi realizowanymi metodami uprzemysłowionymi. Osiedla te zamierzano realizować równocześnie z budową Nowego Fordonu, z uwzględnieniem zwiększonych normatywów urbanistycznych dotyczących powierzchni mieszkań i wyposażenia.
Prace planistyczne prowadzono w Biurze Projektowo-Badawczym Budownictwa Ogólnego „Miastoprojekt – Bydgoszcz” pod kierunkiem arch. Janusza Gołębiewskiego. W pierwszej kolejności przystąpiono do opracowania koncepcji i planów osiedla Szwederowo Południe, tj. obszaru między ulicami: Wojska Polskiego, Kujawską oraz Leszczyńskiego. Plany przewidywały budowę bloków wielorodzinnych, z czego 40% przypadało na budynki 12-kondygnacyjne, dwuklatkowe. Z infrastruktury towarzyszącej miała powstać m.in. szkoła oraz przedszkole. Całość wzbogacono o zieleń osiedlową. Zamierzano uzyskać akcenty urbanistyczne poprzez zróżnicowaną zabudowę, operowanie uskokami bloków w płaszczyźnie pionowej i poziomej. Generalnym wykonawcą osiedla Szwederowo Południe był Bydgoski Kombinat Budowy Domów. Pierwsze budynki wzniesiono w 1977 roku, realizując osiedle łącznie ze Wzgórzem Wolności.
Kolejnym etapem zabudowy dzielnicy była realizacja osiedla Szwederowo Północ, tj. obszaru między ulicami: Solskiego, Kujawską, Leszczyńskiego i skarpą na północy. Koncepcję opracowano w 1977 Biurze Projektowo-Badawczym Budownictwa Ogólnego „Miastoprojekt – Bydgoszcz”. Rok później powstał projekt techniczny. Osiedle miało komponować istniejącą zabudowę i układ komunikacyjny z nowymi blokami wielorodzinnymi. Na terenach najmniej zagęszczonych zaplanowano zabudowę 5-kondygnacyjną. Prace rozpoczęto w 1980 wzniesieniem wieżowców i budynków pięciokondygnacyjnych w obrębie ulicy Nowodworskiej i ulic przyległych. Szkieletem układu komunikacyjnego nowo zaprojektowanych osiedli stała się arteria średnicowa oraz przebudowana ulica Kujawska.
W latach 80. do nowo zbudowanego ronda Kujawskiego doprowadzono aleję Wojska Polskiego łączącą osiedla górnego tarasu Bydgoszczy. W latach 90. przedłużono ją poprzez Szwederowo do ul. Pięknej. Nowa ulica zyskała za patrona Ludwika Solskiego. W 2007 r. drogę przebudowano na dwujezdniową na odcinku do ul. Konopnickiej. Plany miejskie przewidują dalszą rozbudowę tej ulicy i wprowadzenie tramwaju aż do ul. Szubińskiej.
W latach 90. XX w. na terenie Szwederowa-Północy realizowano zabudowę plombową. W miejsce starych kamienic i domków jednorodzinnych zbudowano wiele nowych bloków mieszkalnych, w tym tzw. osiedle środowisk twórczych na wzgórzu widocznym z ulicy Kujawskiej. W XXI w. rozpoczęto rewitalizację starej zabudowy (np. w 2022 zakończono renowację budynku przy ul. Leszczyńskiego 26 z przełomu XIX i XX w.).
W 2021 skrzyżowanie ulic Inowrocławskiej, Brzozowej i Bielickiej zostało poddane przebudowie na rondo.

## Obiekty

### Obiekty sakralne

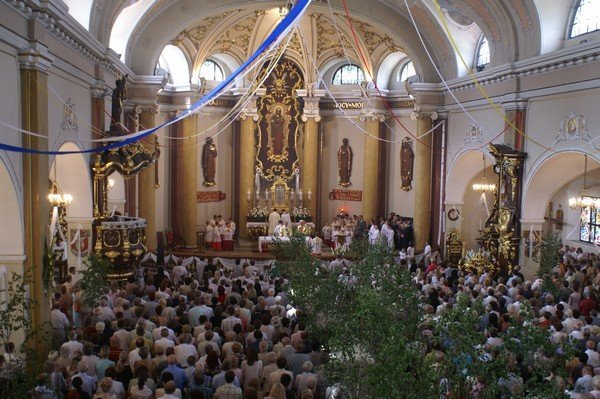
Wnętrze kościoła Matki Boskiej Nieustającej Pomocy

Pierwszym kościołem wzniesionym na Szwederowie była neogotycka świątynia ewangelicka pw. Marcina Lutra przy ul. Leszczyńskiego. Istniała w latach 1906-1939, zaś rozebrana została po 1945. Z wieży tego kościoła Niemcy ostrzeliwali Wojsko Polskie i ludność cywilną w czasie Krwawej Niedzieli 3-4 września 1939 r. W rezultacie walk kościół został spalony. W jego miejscu stoi dziś Młodzieżowy Dom Kultury nr 2 oraz znajduje się niewielki park.
Katolicy na Szwederowie początkowo należeli do parafii farnej. W 1924 na podstawie dekretu kardynała Edmunda Dalbora powstała parafia Matki Boskiej Nieustającej Pomocy, której pierwszym administratorem, a następnie proboszczem był ks. Jan Konopczyński. Początkowo parafia nie miała kościoła. Msze odprawiano pod gołym niebem, lecz proboszcz starał się o miejsce kultu. Początkowo miały to być baraki w sposób prowizoryczny zaadaptowane do potrzeb wiernych. Ostatecznie wynajęto salę taneczną przy ul. Dąbrowskiego, z której zrobiono kaplicę. W 1923 roku zbudowano plebanię przy ul. ks. I. Skorupki 4/5, którą później sprzedano, wznosząc w zamian obszerny budynek przy kościele. W latach 1926–1928 wzniesiono kościół pw. Matki Boskiej Nieustającej Pomocy przy ul. Ugory 16 według projektu arch. Stefana Cybichowskiego. Od 1924 r. Szwederowo ma także własny cmentarz przy ul. Kossaka (obecnie na terenie Górzyskowa).
29 maja 1966 roku na cmentarzu przykościelnym odbyły się bydgoskie uroczystości Tysiąclecia Chrztu Polski. Prymas ks. kard. Stefan Wyszyński przy udziale ks. kard. Karola Wojtyły, dokonał wówczas koronacji obrazu „Matki Boskiej z Różą”.
Od 1972 zachodnie rubieże parafii na terenie Górzyskowa wyodrębniły się w ośrodek duszpasterski, a później samodzielną parafię pw. Najświętszej Maryi Panny Matki Kościoła. Natomiast 1 lipca 1987 r. Prymas Polski ks. kardynał Józef Glemp ustanowił parafię pw. Bożego Ciała w rejonie rozbudowującego się osiedla Szwederowo-Południe, a jej proboszczem ustanowił ks. Ryszarda Pruczkowskiego. W 2000 roku parafia pozyskała działkę przy ulicy Jesionowej 20, na której trzy lata później rozpoczęła się budowa drugiego na Szwederowie kościoła katolickiego.

### Ulice
Sieć ulic na „Starym Szwederowie” pochodzi z XVIII-XIX wieku. Poszczególne trakty łączyły rozmieszczone w rejonie Szwederowa folwarki ze sobą i z centrum miasta. Np. ulica Ugory i w dalszym ciągu ulica Nowa stanowiły granicę między folwarkami Nowy Dwór i Szwederowo. Ulica Ugory była drogą polną łączącą Goryczkowo z Rupienicą. Jeszcze w roku 1885 były przy niej tylko trzy zabudowania, a przy ul. Nowej – pięć. Na przełomie XIX/XX wieku powstały przy ul. Ugory dwupiętrowe koszary mieszkalne (niem. Mietskaserne) dla ubogiej ludności. Z kolei ul. ks. Skorupki prowadziła od ul. Podgórnej do folwarku Biedaszkowo, położonego na dzisiejszym polu wzlotów Aeroklubu Bydgoskiego. Ulica Bielicka wiodła natomiast do folwarku Bielice Stare, położonego na rejonie dzisiejszego portu lotniczego Bydgoszcz. Oba folwarki: Biedaszkowo i Bielice leżały wśród łąk, otaczających ciek wodny, który w dolnym biegu prowadził jarem Niziny w kierunku Brdy.
Ulica Brzozowa to dawna droga do Rupienicy i Glinek. Przy niej już w końcu XVIII wieku powstały karłowate gospodarstwa rolne. Prostopadle do ul. Brzozowej prowadzi ulica Lenartowicza. Stanowiła ona granicę między Bielicami i Szwederowem. Natomiast ulica Orla to główna droga z miasta do zabudowań folwarcznych Goryczkowa, z których do dzisiaj zachował się dwór (Orla 66). U zbiegu ul. ks. Skorupki i Stromej powstał Kozi Rynek, na którym w okresie międzywojennym sprzedawano nabiał: masło, jajka, twaróg i drób. Z centrum miasta łączą do dziś Szwederowo stare ulice: Stroma, Podgórna i Wiatrakowa.

### Szkoły na Szwederowie

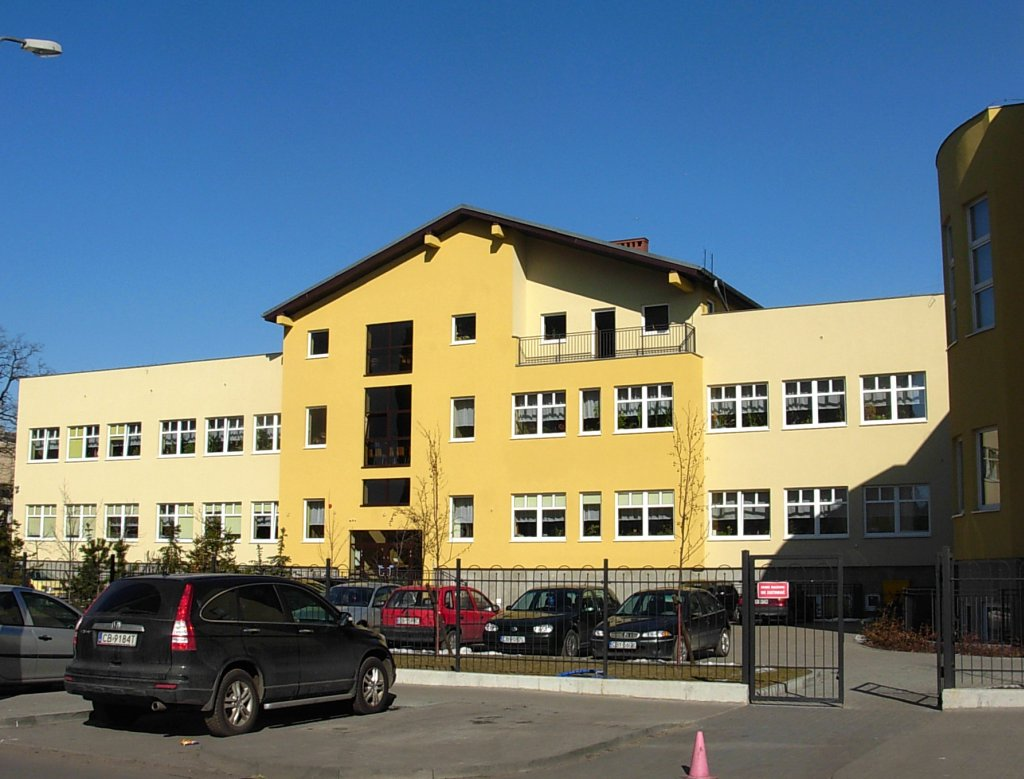
Zespół Szkół Katolickich Pomnik Jana Pawła II

Pierwsze szkoły na Szwederowie otwarto już w latach 20. XIX wieku. W 1846 oddano do użytku ewangelicką szkołę ludową przy ul. Dąbrowskiego 8. W 1875 wzniesiono dla niej nowy budynek z czterema klasami. Podwyższenie o jedno piętro nastąpiło w roku 1894, zaś rozbudowa do dzisiejszego stanu w 1912
W 1859 dzięki staraniom proboszcza bydgoskiego, ks. Józefa Turkowskiego założono szkołę katolicką na Szwederowie. W 1880 wzniesiono przy ul. Leszczyńskiego gmach szkolny, w którym później mieściła się polska szkoła powszechna. Natomiast w latach 1868 i 1877 wybudowano przy ul. Nowodworskiej nr 9/11 miejską szkołę dla chłopców i szkołę dla dziewcząt. Bezpośrednio przed I wojną światową wybudowano w sąsiedztwie nowy dwupiętrowy gmach szkolny, który jednak najpierw użytkowany był jako szpital wojenny, a obecnie mieści się tu II Liceum Ogólnokształcące.
W latach 1905–1907 na skarpie szwederowskiej (ul. Traugutta 5) zrealizowano okazały dom sierot ufundowany w testamencie przez radnego miejskiego Heinricha Dietza. Był to pierwszy Dom Sierot w Bydgoszczy. Przewidziano go dla 30-40 dzieci od 6 do 16 lat, których wychowaniem zajmowała się rodzina opiekuńcza.
W okresie międzywojennym na terenie Szwederowa znajdowały się m.in. następujące szkoły: Publiczna Szkoła Powszechna Żeńska im. Jana Kochanowskiego (ul. Nowodworska), Publiczna Szkoła Powszechna Żeńska im. Henryka Dąbrowskiego (ul. Dąbrowskiego) oraz Publiczna Szkoła Powszechna im. Stanisława Leszczyńskiego (ul. Leszczyńskiego 47).
Po 1945 wzniesiono na Szwederowie kilka szkół. Z 1955 pochodzi obecna Szkoła im. Kornela Makuszyńskiego (ul. Jesionowa, dawniej SP nr 33), zaś z 1960 Szkoła Podstawowa nr 41 (ul. Traugutta). Otwarcia tej ostatniej dokonał Kazimierz Maludziński – ówczesny przewodniczący Prezydium MRN. Szkołę wzniesiono według projektu typowego autorstwa Józefa Gołąba i Antoniego Mroza z adaptacją Jerzego Michałowskiego, z 15 izbami lekcyjnymi, zaś patronem ustanowiono Romualda Traugutta. Placówka należała do 11 oddanych w Bydgoszczy tzw. szkół tysiąclecia, budowanych na obchody Tysiąclecia Państwa Polskiego.
Podczas budowy osiedla Szwederowo-Południe w latach 80. wzniesiono szkołę nr 63 (ul. Goszczyńskiego) i gimnazjum nr 23 (ul. Czackiego). Natomiast od 2008 funkcjonuje przy ul. Nowodworskiej Collegium Catholicum Bydgostiense, będące „Żywym Pomnikiem Jana Pawła II” w Bydgoszczy. Pomysłodawcą budowy szkoły był w 1999 abp Henryk Muszyński i społeczeństwo miasta po wizycie Jana Pawła II w Bydgoszczy.

### Zieleń
Na lata 30. XIX wieku przypadają początki zagospodarowywania terenów zieleni w obrębie dzielnicy. W 1832 z inicjatywy prezydenta rejencji bydgoskiej, Honorowego Obywatela Bydgoszczy – Carla von Wissmanna na skarpie szwederowskiej założono park zwany od jego imienia Wzgórzem Wissmanna. Przedsięwzięcie to było jednym z pierwszych inicjatyw nowo założonego, bydgoskiego Towarzystwa Upiększania Miasta i Okolic. W roku 1900 wybudowano tu wieżę ciśnień, na której urządzono taras widokowy. Za opłatą można było wejść na górę i podziwiać rozległą panoramę miasta i okolicy. W 1920 park nazwano imieniem gen. Jana Henryka Dąbrowskiego na pamiątkę zajęcia Bydgoszczy przez polskie wojsko powstańcze w 1794 roku, zaś w 2012 na wieży udostępniono po wielu latach ponownie galerię widokową. Jeszcze w XIX wieku trasę spacerową wiodącą krawędzią Zbocza Bydgoskiego przedłużano w kierunku wschodnim, aż do jaru Niziny (ob. aleja Jana Pawła II). Była to tzw. aleja Górska, którą budowano etapami w latach: 1890, 1910, 1922, i 1940–1942.
Kolejnym obszarem zieleni na terenie Szwederowa była tzw. Dolina Pięciu Stawów, z akwenami, które po raz pierwszy przedstawiono topograficznie na mapie Schultza (1854). Od połowy XVI wieku, aż do XIX w. znajdowało się tu ujęcie wody do drewnianych wodociągów miejskich, zapewniające grawitacyjny spływ wody. W XIX wieku w Dolinie Pięciu Stawów urządzono łaźnię, za którą znajdowała się cegielnia. W jej sąsiedztwie przy ul. Stromej od 1864 roku istniała restauracja z ogródkiem zwana Doliną Szwajcarską. Czynna była do I wojny światowej. W latach 2001–2003 dokonano rekultywacji Doliny i przekształcono ją w park dzielnicowy. Obecnie stanowi ona zadbany obszar parkowy, uznawany za wzorcowy przykład zagospodarowania wód otwartych na terenie miasta
W 2019 przy ul. Solskiego w rejonie skrzyżowania z ul. Kossaka powstała pierwsza w Bydgoszczy społeczna łąka kwietna.

### Pomniki

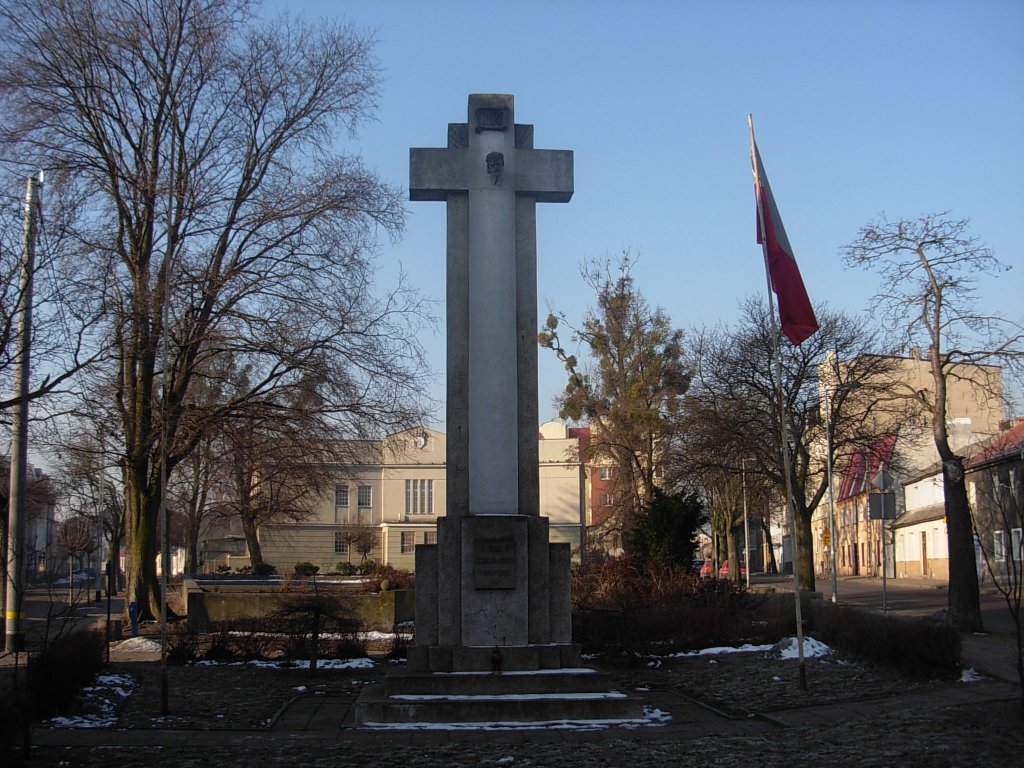
Krzyż-pomnik (1935 r.) odbudowany w 1992 r.

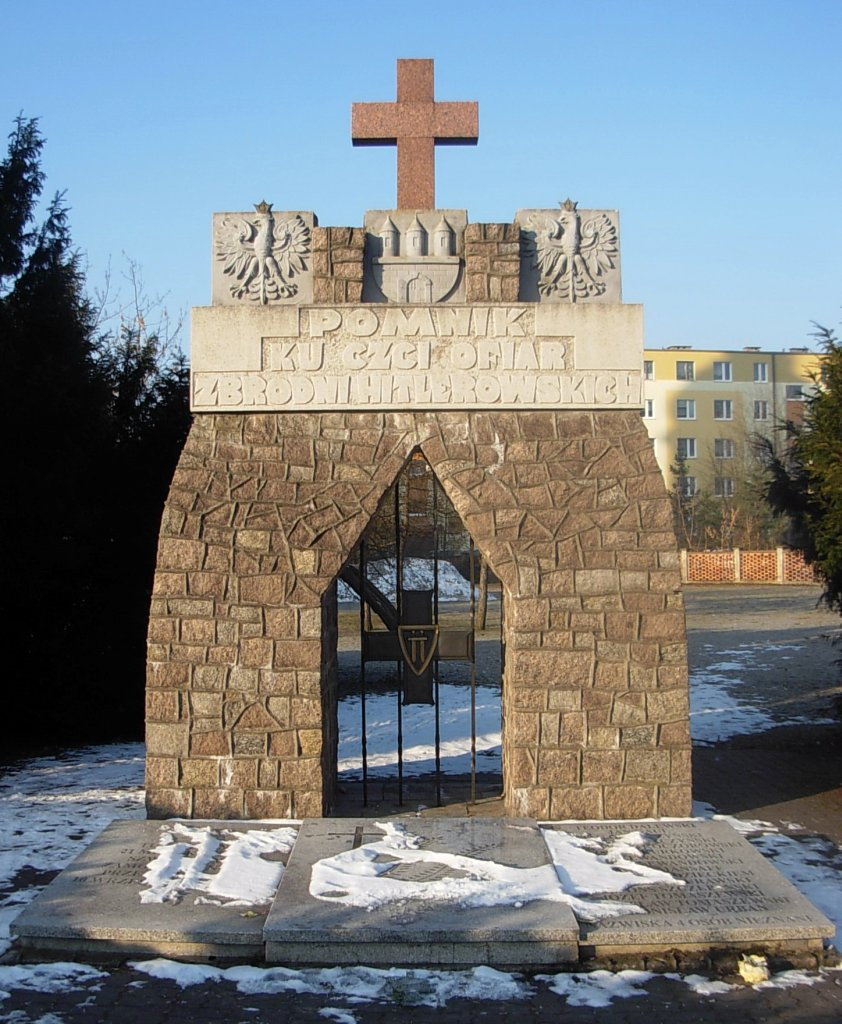
Pomnik poległych we wrześniu 1939 r.

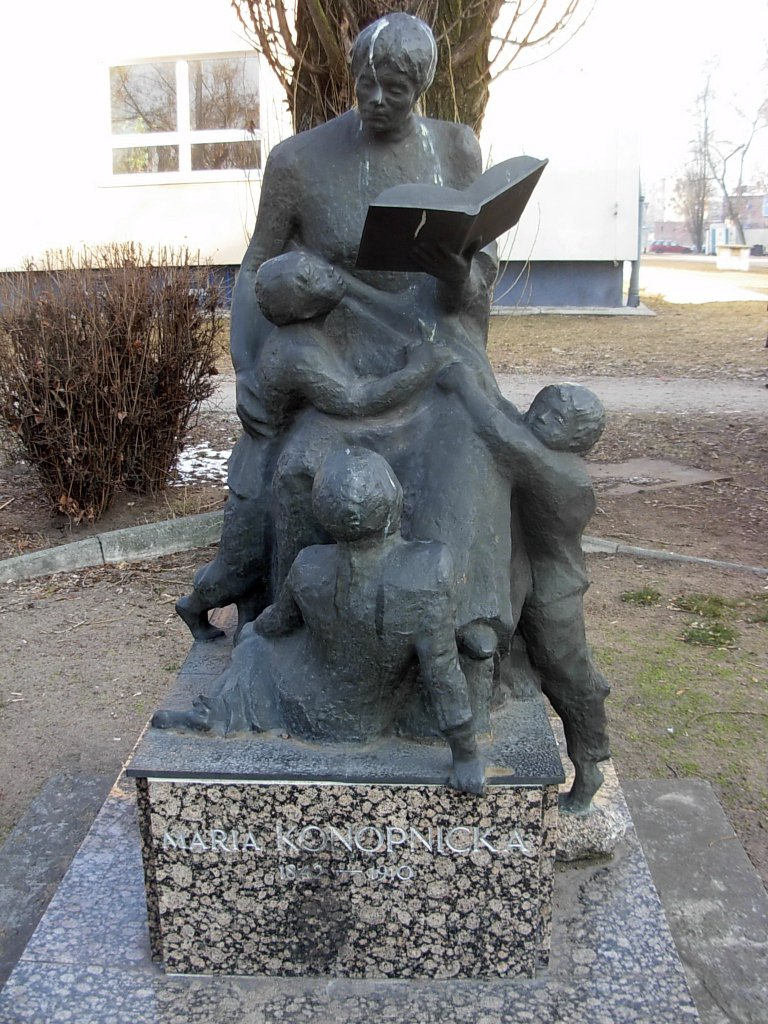
Pomnik Marii Konopnickiej

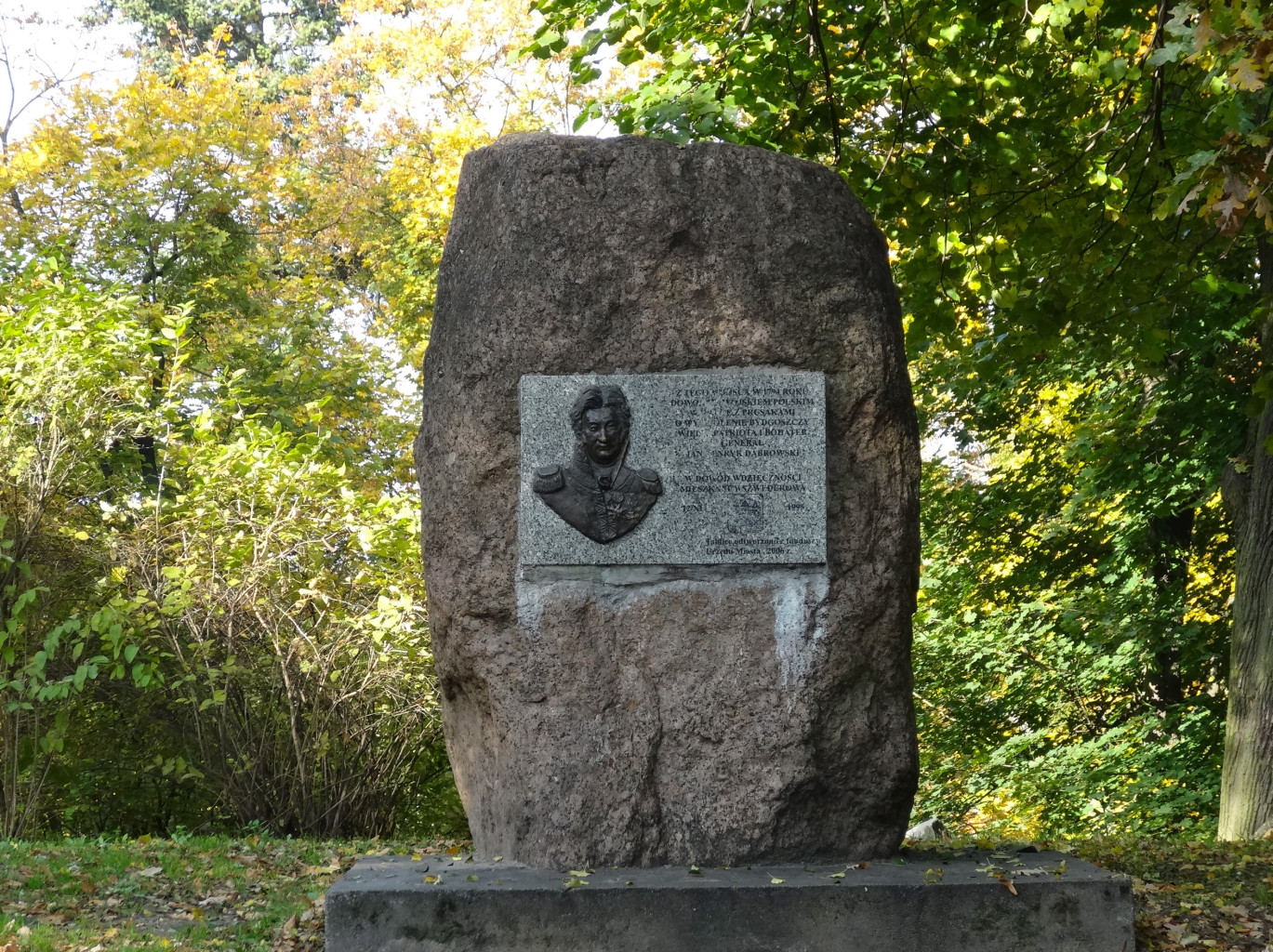
Obelisk z tablicą pamiątkową gen. Henryka Dąbrowskiego

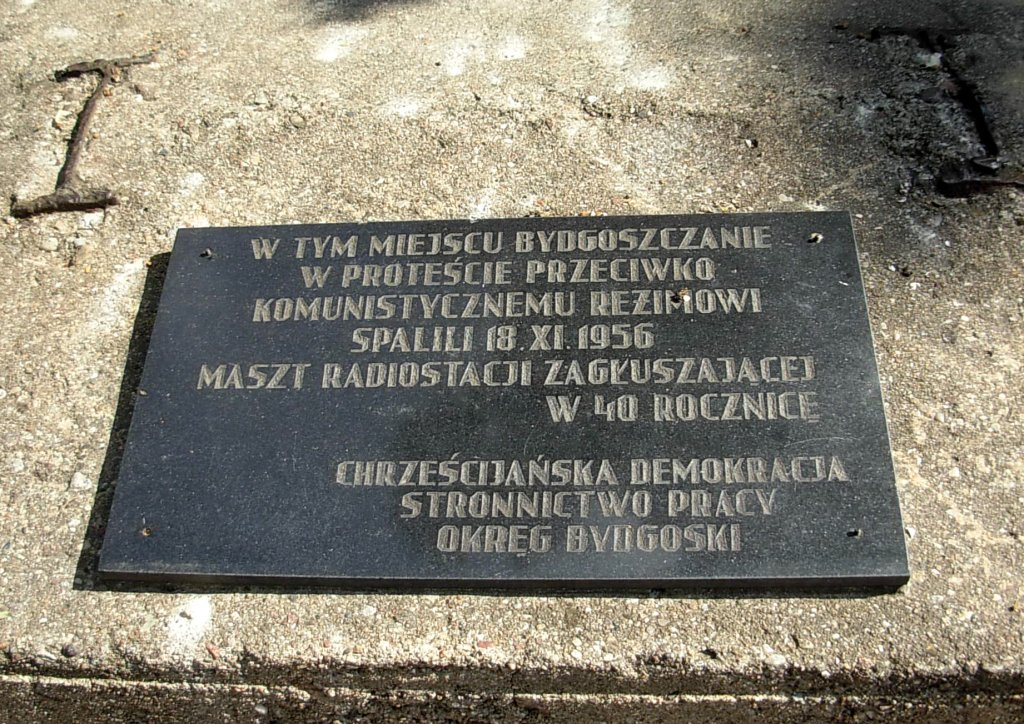
Tablica upamiętniająca zniszczenie zagłuszarki radiowej przez społeczeństwo Bydgoszczy w 1956 roku

Na Szwederowie znajduje się wiele pomników, obelisków i tablic pamiątkowych poświęconym różnym ludziom i wydarzeniom.
W 1934 przed otwartą 10 listopada 1928 Łaźnią Miejską u zbiegu ulic ks. Ignacego Skorupki i Orlej umieszczono rzeźbę Teodora Gajewskiego Dzieci bawiące się z rybą, wykonaną ze sztucznego kamienia, przedstawiającą troje dzieci siedzących na rybie, z której paszczy spływała woda do umieszczonego niżej basenu. Zdewastowana rzeźba została w l. 2014–2015 poddana renowacji, w toku której zrekonstruowano wszystkie brakujące elementy oraz wybudowano mur oporowy wokół fontanny. W 2016 przystąpiono do prac instalacyjnych, które umożliwiły uruchomienie wodotrysku w październiku 2017. Jesienią 2020 nawierzchnię skweru wyremontowano z wykorzystaniem szarej i czarnej kostki granitowej, na murkach wyznaczających tarasy przywrócono ozdobne kule, ustawiono nowe ławki i dokonano nowych nasadzeń.
W 1935 w tym samym miejscu wzniesiono krzyż pomnik o wysokości 7,5 m z postacią Chrystusa nadnaturalnej wielkości – dzieło urodzonego na Szwederowie artysty rzeźbiarza Teodora Gajewskiego. Poświęcenia krzyża dokonał 3 maja 1935 ks. Jan Konopczyński. W pierwszych tygodniach okupacji pomnik został zburzony przez Niemców. W 1992 r. z inicjatywy parafii Matki Boskiej Nieustającej Pomocy oraz Koła Miłośników Szwederowa przy TMMB dokonano odbudowy krzyża. Znalazł się na nim fragment dawnej rzeźby ukrzyżowanego Chrystusa – głowa w cierniowej koronie, którą przechowali podczas okupacji mieszkańcy Szwederowa. Krzyż poświęcił 1 września 1992 metropolita gnieźnieński ks. arcybiskup Henryk Muszyński.
Z kolei we wrześniu 1965 dla upamiętnienia egzekucji z września 1939, na dziedzińcu kościoła Matki Boskiej Nieustającej Pomocy przy ul. Ugory postawiono „Pomnik Ku Czci Ofiar Zbrodni Hitlerowskich” z tablicami zawierającymi nazwiska zamordowanych osób. Projektantem monumentu był artysta – rzeźbiarz Józef Makowski.
11 listopada 1991 w budynku przy ul. Nowej 24 dokonano odsłonięcia tablicy pamiątkowej poświęconej ostatniemu komendantowi Pomorskiego Okręgu Armii Krajowej w latach 1943-1945 ppłk. Janowi Pałubickiemu oraz mieszkającemu w tym domu ppor. Tomaszowi Kędzierskiemu, który dysponował tu w czasie okupacji tajnym magazynem broni i amunicji.
25 września 1993 z inicjatywy Koła Miłośników Szwederowa TMMB dokonano odsłonięcia pomnika Marii Konopnickiej przy ulicy jej imienia. Twórcą pomnika jest artystka – rzeźbiarka Krystyna Panasik z Bydgoszczy. Poświęcenia dokonał proboszcz parafii Bożego Ciała ks. Ryszard Pruczkowski. W 2012 w pobliżu pomnika z pnia usychającej topoli wyrzeźbiono „pomnik” Sierotki Marysi i siedmiu krasnoludków.
12 listopada 1995 z inicjatywy Rady Osiedla Szwederowo umieszczono w parku im. Henryka Dąbrowskiego kamienny obelisk z tablicą pamiątkową ku czci generała (240-lecie urodzin), który dowodził stąd zwycięskim szturmem Bydgoszczy 2 października 1794 r. podczas insurekcji kościuszkowskiej.
Z kolei 17 listopada 1996 Chrześcijańska Demokracja – Stronnictwo Pracy ufundowała granitową tablicę pamiątkową na Wzgórzu Dąbrowskiego na betonowym fundamencie dawnego masztu zagłuszarki polskich audycji radiowych nadawanych z Europy Zachodniej. Tablicę umieszczono z okazji 40-lecia zniszczenia zagłuszarki przez społeczeństwo Bydgoszczy na fali wydarzeń związanych z październikiem 1956 r.

## Ludzie związani ze Szwederowem
W latach 1865–1904 przy ul. Terasy mieszkał Julian Prejs – polski działacz narodowy, redaktor i wydawca kalendarzy. Przy ul. Nowodworskiej 23 mieszkali i pracowali do śmierci artyści – bracia Gajewscy: Franciszek – malarz i Teodor – rzeźbiarz. Do znanych mieszkańców Szwederowa należeli też m.in.:
- Bisz – raper[54], Bydgoszczanin Roku 2012[55]
- Franciszek Grott – nauczyciel ze Szwederowa, autor pamiętnika pt. Moje Szwederowo. Dziennik 1939 – 1945
- ks. Jan Konopczyński – działacz społeczny, niepłatny radca miejski, proboszcz parafii Matki Boskiej Nieustającej Pomocy. W 1939 roku aresztowany przez Niemców i oskarżony o wydawanie broni Polakom. Z braku dowodów zwolniony
- Jan Klein – ksiądz katolicki, bibliotekarz, muzeolog, historyk.
- Michał Śledziński – rysownik komiksowy, absolwent Liceum Sztuk Plastycznych w Bydgoszczy, znany głównie dzięki serii komiksowej Osiedle Swoboda.
- Kurt Tank niemiecki inżynier i konstruktor lotniczy, który pracował nad takimi maszynami jak Focke-Wulf Fw 190, czy Focke-Wulf Ta 183.

## Infrastruktura
Na terenie Szwederowa znajdują się m.in.:
- obiekty sakralne:
  - kościół pw. Matki Boskiej Nieustającej Pomocy – ul. Ugory 16 Strona
  - kościół pw. Bożego Ciała – ul. Jesionowa 24 Strona
  - kaplica w Zespole Szkół Katolickich Pomniku Jana Pawła II
- obiekty kulturalne:
  - Młodzieżowy Dom Kultury nr 2 – ul. St. Leszczyńskiego 42 Strona
  - Klub „Arka” Bydgoskiej Spółdzielni Mieszkaniowej – ul. M.Konopnickiej 24a
  - Biblioteka miejska filia dla dorosłych nr 23 – ul. M. Konopnickiej 28
  - Biblioteka miejska filia dla dzieci i młodzieży nr 9 – ul. M. Konopnickiej 28
  - zabytkowa wieża ciśnień z tarasem widokowym i Muzeum Wodociągów
- parki:
  - park im. Henryka Dąbrowskiego
  - Aleja Górska
  - Dolina Pięciu Stawów
- żłobki
  - żłobek – ul. Brzozowa 20
- przedszkola:
  - Przedszkole Nr 11 – ul. Chołoniewskiego 9[56]
  - Przedszkole Nr 66 – ul. Zapolskiej 16[57]
  - Przedszkole Nr 70 – ul. Bielicka 41[58]
  - Przedszkole Sióstr Elżbietanek – ul. Leszczyńskiego 40[59]
  - Przedszkole Niepubliczne „Muminki” – ul. Czackiego 8/2
- szkoły
  - Szkoła Podstawowa nr 41 im. Romualda Traugutta – ul. Traugutta 12 Strona
  - Szkoła Podstawowa nr 55 i Gimnazjum nr 55 przy Bydgoskim Zespole Placówek Opiekuńczo – Wychowawczych – ul. Traugutta 5
  - Szkoła Podstawowa nr 63 – ul. Goszczyńskiego 3 Strona
  - Gimnazjum nr 22 im. gen. Henryka Dąbrowskiego – ul. gen. J.H. Dąbrowskiego 8 Strona
  - Gimnazjum nr 23 – ul. Czackiego 8 Strona
  - Zespół Szkół Katolickich Pomnik Jana Pawła II w Bydgoszczy, mieści Katolicką Szkołę Podstawową im. św Wojciecha, I Katolickie Gimnazjum im. króla Jana III Sobieskiego oraz I Katolickie Liceum Ogólnokształcące im. króla Jana III Sobieskiego – ul. Nowodworska 17 Strona
  - Zespół Szkół Nr 30, mieści Szkołę Podstawową nr 1 im. Kornela Makuszyńskiego oraz Gimnazjum nr 39 – ul. Jesionowa 3a[60]
  - Zespół Szkół Ogólnokształcących nr 2, mieści II Liceum Ogólnokształcące im. Mikołaja Kopernika oraz Gimnazjum Nr 46 – ul. Nowodworska 11/13 Strona
- obiekty sportowe
  - basen „Bryza” przy SP nr 63 – ul. Goszczyńskiego 3
  - boisko wielofunkcyjne Orlik 2012 przy SP nr 63 – ul. Goszczyńskiego 3

## Komunikacja

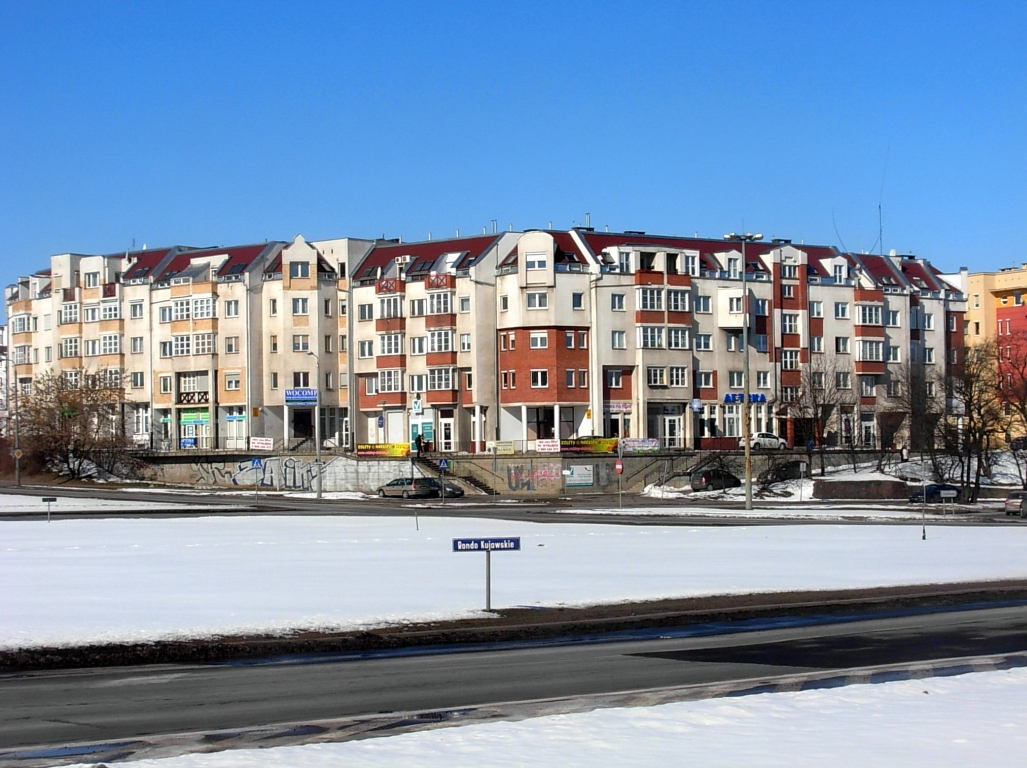
Zabudowa przy rondzie Kujawskim

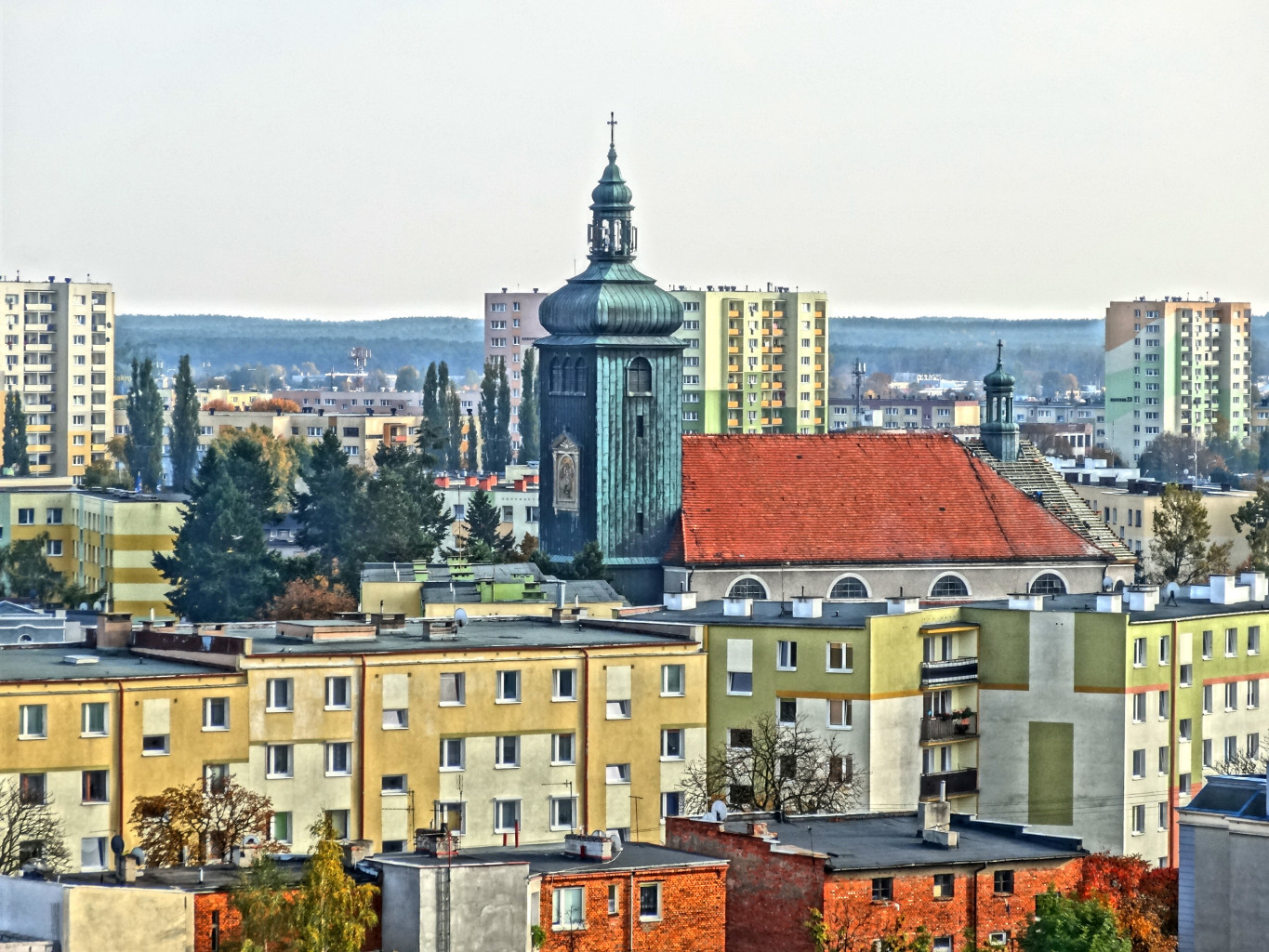
Widok z wieży ciśnień na kościół przy ul. Ugory

### Ulice na Szwederowie
- Aleja Górska
- Bielicka
- Brodzińskiego Kazimierza
- Brzozowa
- Chołoniewskiego Antoniego
- Czackiego Tadeusza
- Filarecka
- Gackowskiego Teofila
- Generała Jana Henryka Dąbrowskiego
- Gładka
- Goszczyńskiego Seweryna
- Grodziska
- Grudziądzka
- Halicka
- Horodelska
- Inowrocławska
- Jesionowa
- Jordanowska[61]
- Konopna
- Konopnickiej Marii
- Kossaka Juliusza
- Kruczkowskiego Leona
- Księdza Ignacego Skorupki
- Kujawska
- Lenartowicza Teofila
- Leszczyńskiego Stanisława
- Lwowska
- Mariacka
- Mylna
- Na Wzgórze Generała Jana Henryka Dąbrowskiego
- Norweska
- Nowa
- Nowodworska
- Orla
- Orzeszkowej Elizy
- Piękna
- Podgórna
- Podhalańska (w 2021 planowane utwardzenie)[62].
- Prosta
- Pusta
- Konopna
- Rogali Wincentego
- Sieroca
- Skrajna
- Sokołów Bydgoskich
- Solskiego Ludwika
- Stroma
- Szubińska
- Szwedzka
- Terasy
- Traugutta Romualda
- Ugory
- Ustrzycka
- Wały Jagiellońskie
- Wiatrakowa
- Zaleskiego Bohdana
- Zana Tomasza
- Zapolskiej Gabrieli
- Żuławy